# Gaston III de Foix-Béarn
Fébus
Vous lisez un « article de qualité » labellisé en 2019.
Pour les articles homonymes, voir Gaston de Foix, Phébus et Fébus.
Gaston III de Foix-Béarn dit Fébus est un prince pyrénéen, écrivain et poète en langue d'oc et française, né le 30 avril 1331 à Orthez (probablement au château de Moncade) et mort le 1er août 1391 à L'Hôpital-d'Orion.
Comte de Foix, seigneur de Béarn, Gaston III est vicomte ou seigneur d'une dizaine de territoires situés entre la Gascogne et le Languedoc. Il profite de la guerre de Cent Ans pour asseoir sa domination sur le piémont nord pyrénéen, jouant sur les conflits entre monarchies française et anglaise. Il est l'auteur du Livre de chasse, célèbre manuscrit illustré sur la vénerie.
Unique enfant légitime de Gaston II de Foix-Béarn et d'Aliénor de Comminges, Gaston III hérite, à la mort de son père au siège d'Algésiras, d'un territoire morcelé, dépendant pour partie des rois de France, et pour l'autre des rois d'Angleterre, ducs d'Aquitaine. Jouant du conflit entre les deux couronnes, il revendique la souveraineté du Béarn le 25 septembre 1347, pays dans lequel il tient sa cour à Orthez. Gaston III se révèle être un fin tacticien, alliant diplomatie, stratégie et art militaire. Il remporte des victoires décisives face à l'ennemi héréditaire — la maison d'Armagnac — s'assurant la jonction entre Béarn et pays de Foix. Gaston III est également un communicant habile, il se choisit le surnom Fébus à partir de 1358, après une croisade en Prusse, un surnom qui fait référence au mythe solaire associé au dieu antique Phoibos. En 1380, son unique fils et héritier Gaston participe à un complot pour l'empoisonner ; démasqué, il est assassiné, probablement de la main de son père.
Fébus est décrit comme l'un des plus grands chasseurs de son temps, une passion prise avec le plus grand des sérieux, car préparant à la guerre. Il renforce et fait construire plusieurs forteresses pour mener à bien son désir d'indépendance. Doté d'un immense trésor, Fébus fait notamment construire le château de Montaner qu'il veut voir devenir un palais-forteresse, symbole de la réunion entre Béarn et Foix. Le prince des Pyrénées fait preuve d'un despotisme éclairé dans sa pratique du pouvoir, jouant le rôle du seigneur protecteur pour son peuple. Fébus occupe une place particulière dans l'histoire pyrénéenne, bénéficiant de son œuvre politique et militaire, mais aussi de l'impact des récits de plusieurs chroniqueurs contemporains, dont Jean Froissart dans ses Chroniques.

## Biographie

### Héritage et jeunesse

#### L'héritage

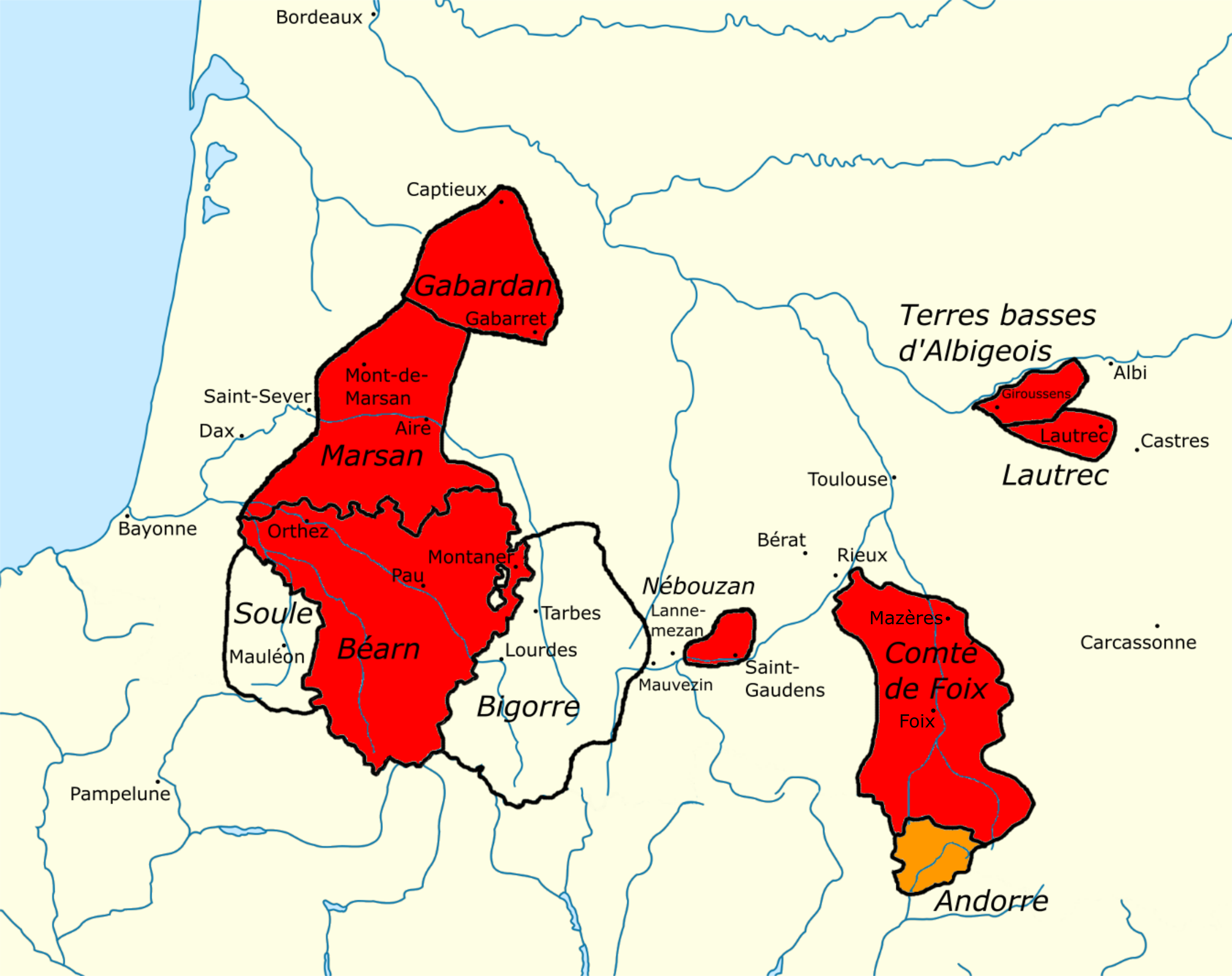
En 1343, Gaston III de Foix-Béarn hérite d'un territoire morcelé entre Béarn et Foix.

Fils de Gaston II de Foix-Béarn et d'Aliénor de Comminges, le futur Fébus est l'héritier de la dynastie des Foix-Béarn. Cette maison apparaît sous Gaston VII de Béarn, qui choisit de marier sa fille Marguerite avec le comte de Foix Roger-Bernard III. Avec la mort de Gaston VII en 1290, la nouvelle dynastie est à la tête d'un territoire morcelé le long de la chaîne des Pyrénées. À l'ouest, les pays de Béarn, du Marsan, du Gabardan et de Captieux font partie d'une Aquitaine dont les  ducs sont devenus rois d'Angleterre. Ce territoire occidental est particulièrement varié, entre hautes vallées montagnardes au sud et landes marécageuses au nord. Il est néanmoins relativement cohérent, car continu et marqué par des échanges économiques réguliers. L'autre partie du domaine se trouve plus à l'est, dans un territoire relevant directement du roi de France. Le comté de Foix est la pièce majeure de ce territoire, dans lequel est intégré le Donezan, tandis qu'au sud les comtes de Foix sont co-seigneurs d'Andorre en compagnie des évêques d'Urgell. Ce territoire oriental est accompagné, depuis Gaston II, par le Lautrécois et les Basses Terres d'Albigeois. Exigu et dans une position centrale isolée, le Nébouzan constitue néanmoins une région stratégique sur l'axe menant d'Orthez à Foix.

#### L'enfance et la jeunesse
Gaston III (prononcé [gastu] en langue d'oc) naît le 30 avril 1331, très probablement à Orthez dans le château de Moncade. Le Béarn à l'ouest et le comté de Foix à l'est représentent les deux points forts de son héritage, mais le maintien de la cohésion entre ces deux territoires distants constitue un défi de taille, tout comme la gestion du conflit avec la maison d'Armagnac au sujet de la Bigorre, tout cela dans le contexte du début de la guerre de Cent Ans. Avec un territoire relevant en partie des rois d'Angleterre, et de l'autre des rois de France, les Foix-Béarn se trouvent en situation délicate au déclenchement de ce conflit. Gaston II se range immédiatement du côté du camp français, mais de nombreux chevaliers béarnais se trouvent alors dans le camp adverse ; la noblesse béarnaise ne peut être coupée des ports de Bordeaux et Bayonne. L'enfance de Gaston III ne laisse que peu de traces, hormis cette description faite par Gaston III, qui se décrit plus tard comme un enfant ingrat, un adolescent tourmenté par le désir de la chair et peu doué pour les armes. Il faut attendre la mort de son père, le 26 septembre 1343 durant une croisade en Andalousie, pour voir Gaston III prendre le devant de la scène. Il a alors 12 ans mais doit attendre ses 14 ans pour commencer son règne, sa mère Aliénor assurant la régence.

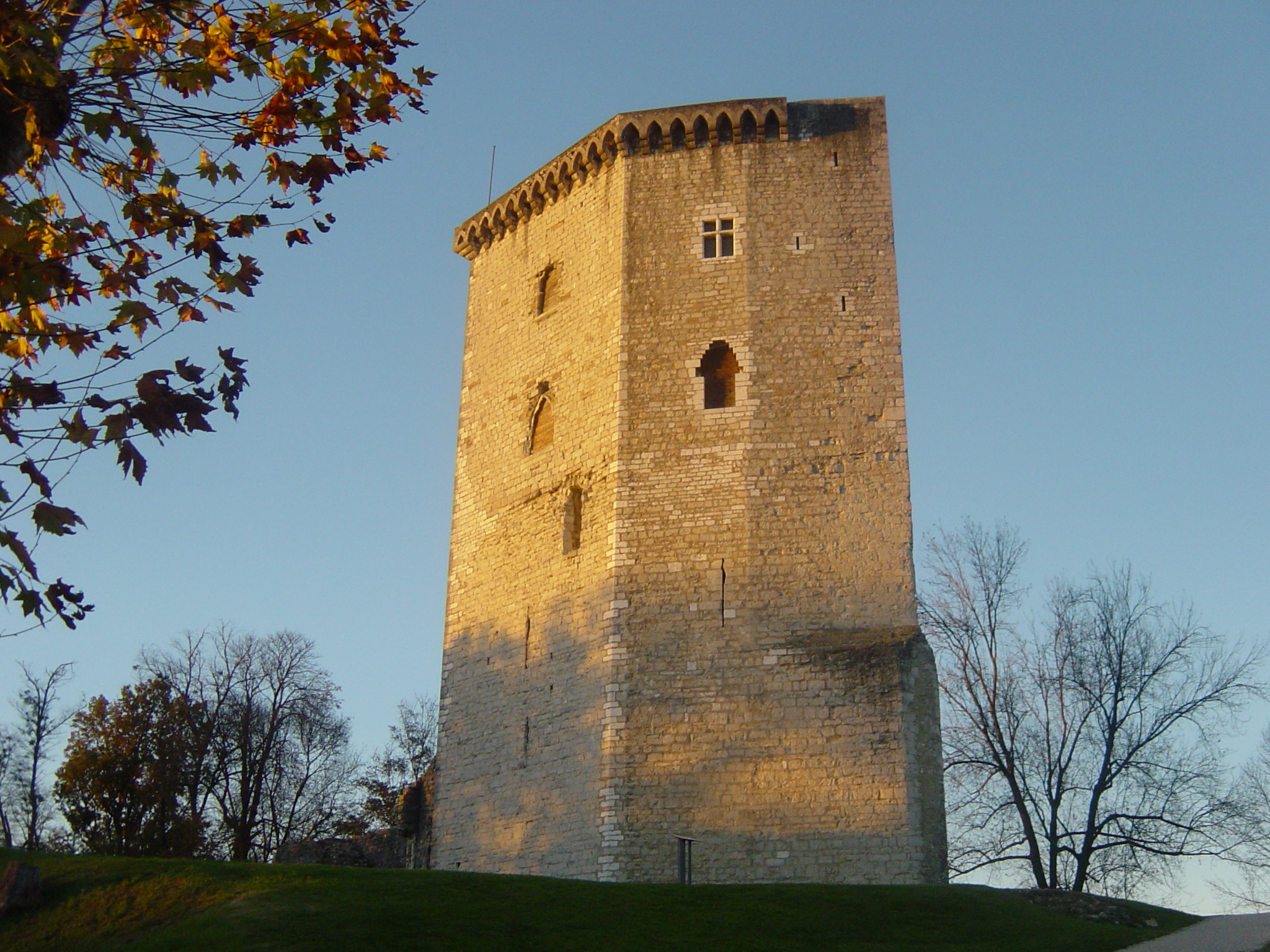
Gaston III de Foix-Béarn naît probablement au château de Moncade à Orthez.

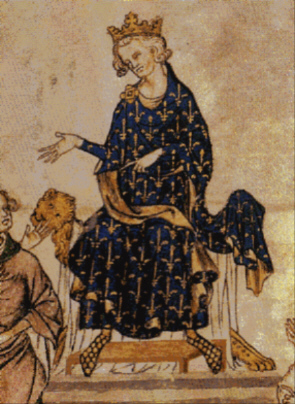
Fébus refuse de prêter hommage au roi de France Philippe VI pour le Béarn le 25 septembre 1347. Notes du procès de Robert d'Artois (vers 1336), BNF, Fr.18437,.

Dès décembre 1343, Aliénor entraîne son fils Gaston III dans une tournée d'hommage dans tous les territoires familiaux. La tournée débute en Béarn jusqu'en avril 1344, le jeune souverain y réalise 126 étapes. Il y rencontre seigneurs, humbles paysans et bourgeois des localités, promettant à chaque occasion de respecter les libertés et coutumes contenues dans les fors de Béarn. La tournée du jeune prince dure plus d'un an, jusqu'en janvier 1345. Arrivant à la majorité de 14 ans le 30 avril 1345, Gaston III prend le relais de sa mère. Le début de son règne est marqué, dès juin 1345, par la reprise des affrontements entre les rois de France et d'Angleterre, après une trêve de cinq années. L'équilibre précaire de la maison Foix-Béarn entre les deux couronnes devient donc le premier enjeu du règne de Gaston III, qui manifeste dans un premier temps la volonté de poursuivre la politique de son père, c'est-à-dire de servir le roi de France. Dans les actes, toutefois, le jeune prince se montre particulièrement modéré dans son soutien. Le 26 août 1346, les troupes françaises sont écrasées à Crécy. Gaston III profite de cet événement pour revoir sa politique dans ce conflit. Il ne répond pas à la convocation du roi de France Philippe VI le 3 juin 1347, lorsqu’il réunit ses vassaux à Amiens. Le 25 septembre 1347, un représentant de Philippe VI se rend à Orthez dans le but de remettre un message à Gaston III. Celui-ci confirme alors son allégeance au roi pour ses territoires relevant du comté de Foix, mais Gaston III impose la neutralité du Béarn dans le conflit franco-anglais, une terre qu'il « tient de Dieu et de nul homme au monde ». Âgé de 16 ans, le prince donne ainsi naissance à la souveraineté du Béarn.
La manœuvre de 1347 illustre la ligne de conduite suivie par Gaston III tout au long de son exercice politique : toujours laisser une porte de sortie à son adversaire pour éviter les réactions trop violentes. Philippe VI, dans une situation très délicate après Crécy, ne prend pas ombrage de cette déclaration d'indépendance et poursuit son rapprochement avec Gaston III, de peur de le voir basculer définitivement vers le camp anglais. Le 26 décembre 1348 à Pamiers, Gaston III prête hommage au roi de France pour ses terres situées dans les sénéchaussées d'Agen, de Toulouse et de Carcassonne ; nul n'évoque alors le Béarn, confirmant de manière implicite sa souveraineté. Une trêve survient dans le conflit à cause des ravages causés par la peste noire, ce qui donne l'occasion à Gaston III d'entrer dans la parenté des têtes couronnées par un mariage : le 4 août 1349, il épouse Agnès de Navarre à l'église du Temple de Paris.

### Gaston III devient Fébus

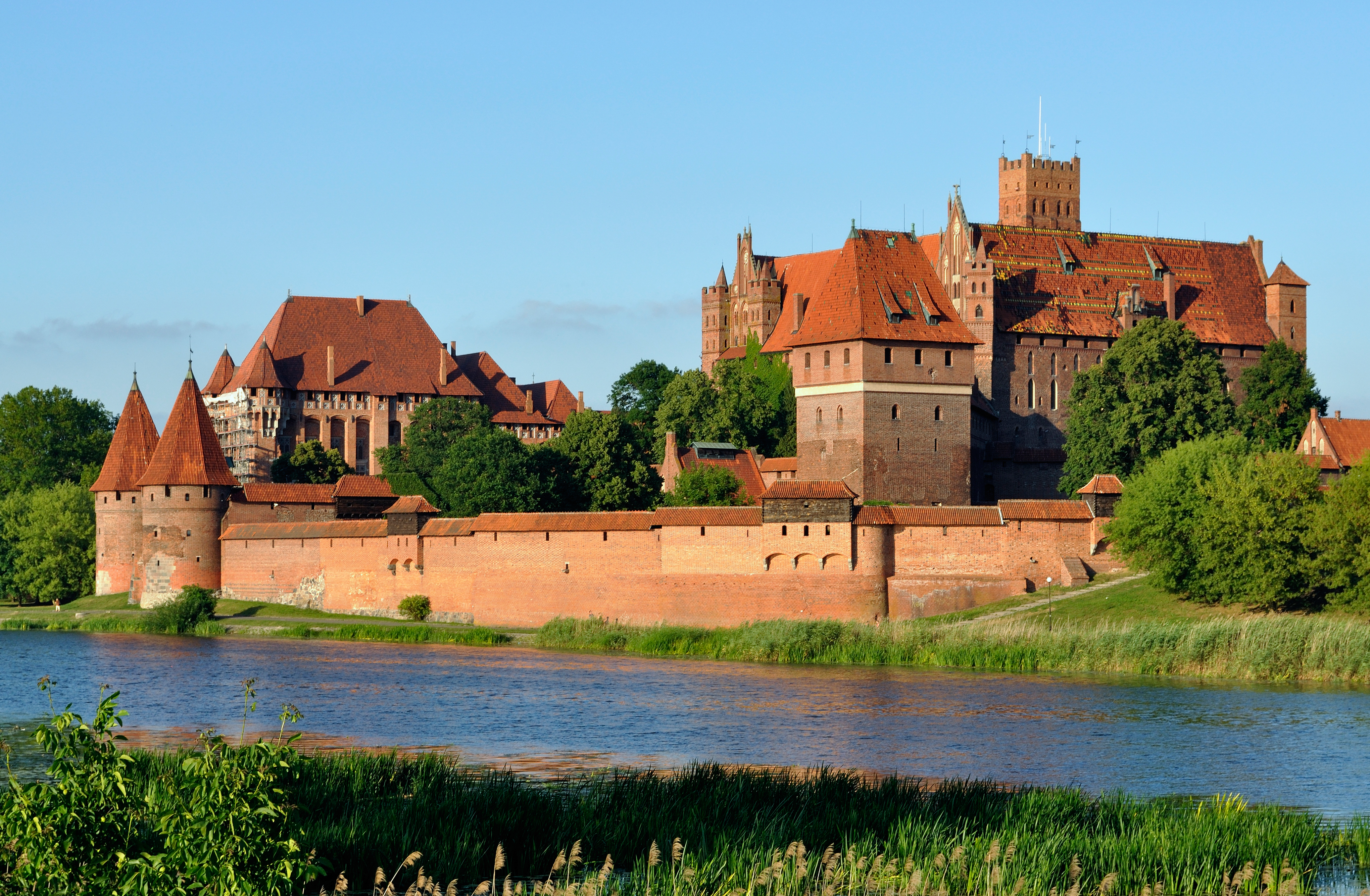
Fébus est fait chevalier de l'ordre Teutonique au château de Marienbourg en 1358.

Peu de temps après le mariage de Gaston III, Philippe VI décède le 22 août 1350 et Jean II, son fils, prend la succession sur le trône de France. Ce prince est qualifié d'impulsif et d'indécis. Les hostilités entre roi de France et roi d'Angleterre recommencent dès avril 1351, ramenant de nouveau l'instabilité au nord des Pyrénées. En octobre 1352, les capitouls de Toulouse demandent à Gaston III de protéger le pays toulousain contre les troupes du roi d'Angleterre postées aux portes de Lafrançaise. Gaston III accepte et signe un type d'accord qui marquera son action politique et militaire ; il se place ainsi comme un véritable entrepreneur de guerre. Durant ses nombreuses absences, le Béarn est gouverné par son demi-frère Arnaud-Guilhem. Ce dernier doit faire face à une révolte du petit peuple d'Orthez en octobre 1353, une occasion pour Gaston III d'affirmer son autorité à l'intérieur de ses domaines. Tandis qu'Arnaud-Guilhem fait rétablir l'ordre, Gaston III punit les coupables d'une forte amende financière, respectant ainsi l'esprit des fors de Béarn et montrant fermeté et souplesse dans la gestion de cette crise.
Mandaté par son père Édouard III, roi d'Angleterre, pour mener sa politique sur le continent, le Prince Noir débarque à Bordeaux en 1355. Il mène alors une terrible chevauchée à travers l'Armagnac et le pays toulousain. L'attitude complaisante de Gaston III envers le Prince Noir, peu appréciée par Jean II, est suivie en 1356 par des intrigues contre le roi de France auxquelles participent Gaston III en compagnie de Charles II de Navarre. Cet épisode et le refus de Gaston III de prêter hommage à Jean II pour le Béarn entraînent son emprisonnement durant plusieurs mois au Petit Châtelet. Devant l'imminence d'une nouvelle chevauchée du Prince Noir de Bordeaux vers Calais, et ne pouvant se permettre de voir Gaston III se ranger du côté du roi d'Angleterre, Jean II le relâche sans qu’il ait eu à prêter hommage pour le Béarn.

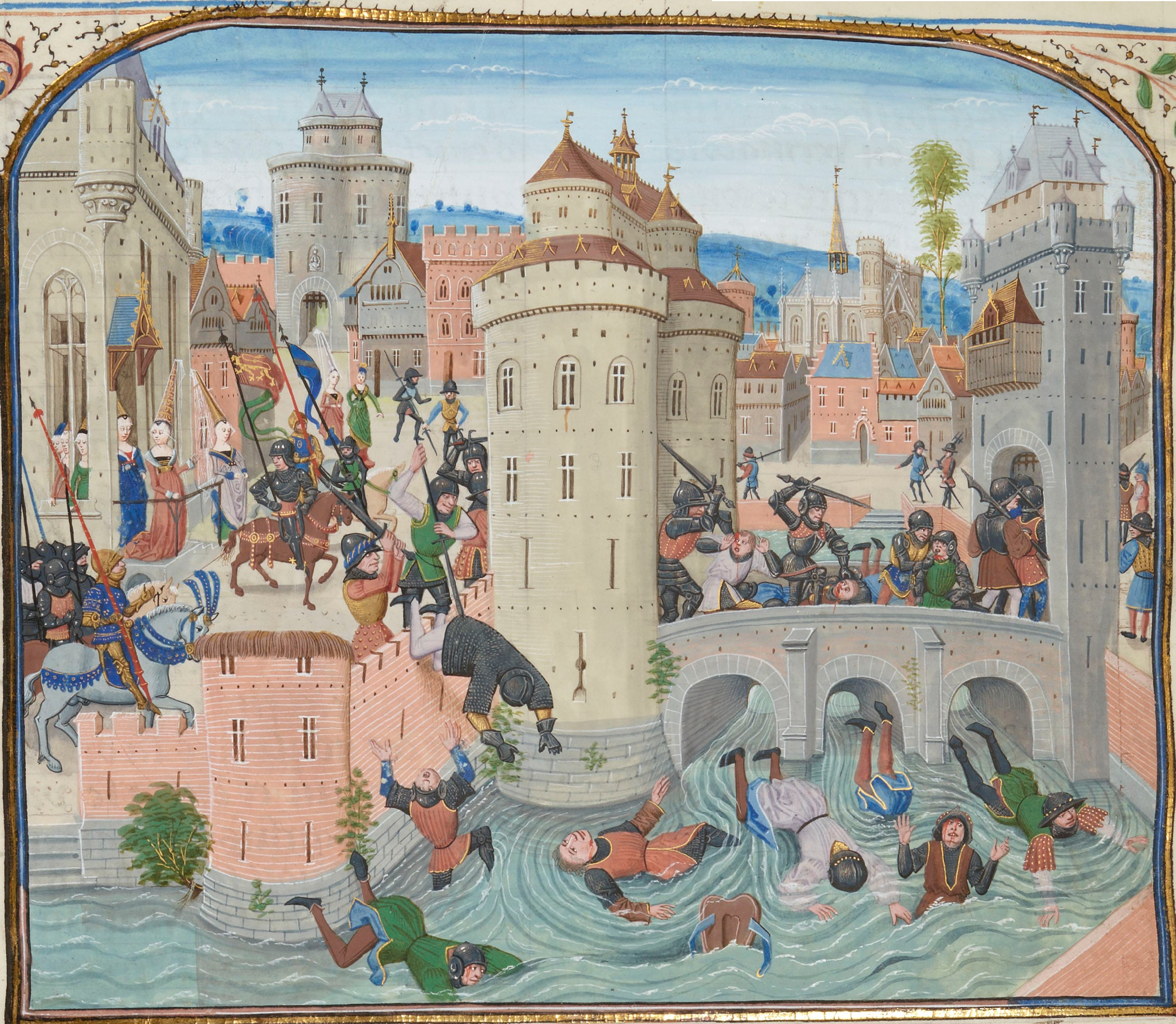
Fébus mate la Jacquerie de Meaux lors de son retour de croisade en 1358. Il lance pour la première fois son cri de guerre Febus aban. Miniature de Loyset Liédet, tirée des Chroniques de Froissart, BnF, Fr.2643,.

Après Crécy en 1346, les troupes françaises connaissent une nouvelle débâcle lors de la bataille de Poitiers le 19 septembre 1356. Jean II est fait prisonnier et une trêve est signée entre les deux partis. Cette période plus stable permet à Gaston III de s'engager dans une croisade en Prusse. Au côté de l'État monastique des chevaliers teutoniques, il embarque à Bruges, effectue des escales en Norvège et Suède, pour arriver à Königsberg le 9 février 1358. Les croisés mènent plusieurs assauts dans la tradition de l'Ordre, avant d'être faits chevaliers dans le château de Marienbourg. C'est durant cette croisade que Gaston III se dote de son surnom Fébus, de son cri de guerre Febus aban et de sa devise Toquey si gauses. Le prince de Béarn a vite l'occasion de mettre en pratique ces nouveaux outils de communication. Lors du retour des croisés à cheval durant le printemps 1358, ces derniers viennent en aide à la dauphine de France Jeanne de Bourbon lors du siège de Meaux. La jacquerie est matée dans le sang et Gaston III aurait pour la première fois lancé son cri Febus aban.

### Le Prince des Pyrénées

#### La bataille de Launac
De retour dans son pays, le désormais Fébus est mis au courant des tractations entamées entre roi de France et roi d'Angleterre en vue de la signature d'un traité de paix. En position de force, depuis la capture de Jean II, le roi d'Angleterre exige une énorme rançon ainsi que la cession d'une bonne partie de la France. Le dauphin de France, Charles V, refuse cette option et tente de rétablir son autorité en Île-de-France, ainsi que dans le Midi grâce à une mission confiée à son frère Jean de Poitiers. En s'alliant avec Jean Ier d'Armagnac, Jean réveille la vieille rivalité opposant la maison de Foix-Béarn à la maison d'Armagnac. Fébus lance immédiatement les hostilités par une série d'attaques en mars 1359. Il agit néanmoins avec beaucoup de prudence, écrivant au dauphin pour l'assurer de sa loyauté. La signature du traité de Brétigny le 8 mai 1360 offre à Fébus l'opportunité de se débarrasser de Jean de Poitiers, ainsi que d'obtenir une énorme compensation pour la perte de la Bigorre dans le cadre de ce traité de paix.
La signature d'un accord avec les Armagnac pour la question de la Bigorre ne termine en rien la rivalité entre les deux familles. Celles-ci profitent des lenteurs du camp anglais (qui organise son nouveau territoire) pour vider leur querelle. Les deux familles regroupent leurs alliés : les Albret avec Armagnac, le vicomte de Couserans ou encore le comte d'Astarac pour Fébus. C'est à Launac le 5 décembre 1362 que se joue la bataille décisive. Malgré un net désavantage numérique, Fébus écrase les troupes d'Armagnac, il fait prisonnier une bonne partie de la noblesse méridionale, dont le comte d'Armagnac. En échange de la libération des vaincus, Fébus reçoit une rançon immense d'environ 500 000 florins, jetant les bases de son hégémonie financière sur l'ensemble du Midi de la France.

#### Fébus face au Prince Noir

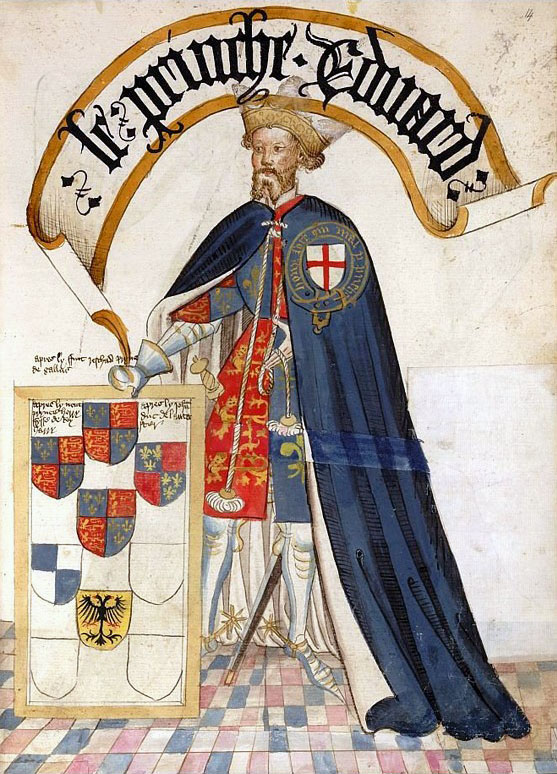
Le Prince Noir. Miniature du Livre de l'ordre de la jarretière de Bruges, vers 1445, BL, Stowe 594.

Pendant la crise avec les Armagnac naît le fils héritier qu'il attendait. Né en septembre 1362, l'enfant prend le nom de Gaston dans la tradition des seigneurs béarnais. Mais trois mois après, en décembre 1362, Fébus répudie Agnès sans ménagement. Elle se réfugie à la cour de son frère, Charles II de Navarre, Fébus prétextant (à raison) que sa dot n'a pas été complètement payée. Arrivé à Bordeaux le 29 juin 1363 afin d'administrer la nouvelle principauté d'Aquitaine, le Prince Noir souhaite d'abord prendre possession des territoires cédés par le traité de Brétigny. La question de la souveraineté béarnaise représente vite l'enjeu principal pour Fébus. Il use d'une stratégie habituelle pour lui : gagner du temps, ne pas provoquer son adversaire, mais rester ferme sur le fond. Fébus joue cette carte de l'esquive une première fois en mars 1363 auprès d'un émissaire anglais, il évite la tournée d'hommage du Prince Noir tout au long de 1363, mais se rend finalement à Agen le 14 janvier 1364 pour y rencontrer le prince.
Devant lui, Fébus prête hommage pour toutes ses terres « à l'intérieur de la principauté d'Aquitaine ». Chandos, un serviteur du roi, demande alors à Fébus s'il venait de prêter hommage pour la terre de Béarn, ce à quoi Fébus lui répond que son hommage ne concerne que Marsan et Gabardan, car « il ne tenait (le Béarn) de personne ». Conformément à ses habitudes, Fébus laisse à son adversaire une porte de sortie, précisant qu'il prêterait hommage pour le Béarn si preuve en était faite par une étude des archives. Dans un premier temps, enclin à faire arrêter ce seigneur orgueilleux, le Prince Noir laisse Fébus partir dans l'attente de pouvoir attester de sa vassalité. Les archivistes du roi d'Angleterre trouvent par la suite la trace d'un hommage rendu par Marguerite de Béarn en 1290 pour le Béarn, de quoi assurer le Prince Noir de son bon droit à revendiquer l'hommage de Fébus. Il s'ensuit, tout au long de 1364 et 1365, une partie de cache-cache de la part de Fébus afin d'user son adversaire. Le Prince Noir doit demander l'intervention du roi de France Charles V par une lettre du 6 décembre 1365, se disant prêt à l'usage de la force si nécessaire.
Fébus profite une nouvelle fois des circonstances, avec la reprise des hostilités entre les deux camps, sur un nouveau terrain cette fois : en Castille. Charles V souhaite y installer Henri de Trastamare sur le trône, à la place de Pierre le Cruel, soutenu par le parti du roi d’Angleterre. Fébus soutient dans cette opération Henri de Trastamare, à qui il a confié son fils bâtard Bernard de Béarn. La manœuvre est une réussite, et Henri de Trastamare accède au trône. Une contre-offensive se monte néanmoins durant l'hiver 1366, avec le Prince Noir, les Albret, les Armagnac et Pierre le Cruel. Une partie de cette armée doit passer par les ponts d'Orthez et de Sauveterre-de-Béarn pour rejoindre le col de Roncevaux puis la Navarre. Fébus fait respecter la neutralité du Béarn, mais tout est à craindre lors du retour de l'armée. L'expédition du Prince Noir débute par un succès le 3 avril 1367 à Nájera, elle tourne ensuite au désastre à cause de la conduite de Pierre le Cruel et d'une maladie qui décime une grande partie de l'armée. Le Prince Noir est lui-même touché par cette maladie, il revient « tout brisé » et à la tête d'une expédition ruinée. Dès le 8 mai 1366, Fébus prépare le Béarn à la mobilisation générale dans l'attente du retour de l'expédition ; il publie une ordonnance dans le même sens le 27 juillet 1367. Finalement, c'est une armée en déroute qui traverse le Béarn à l'été 1367, le Prince Noir sollicitant l'autorisation préalable de Fébus et s'engageant à payer son ravitaillement jusqu'à « la moindre poule ». Un épisode qui revient alors, pour le Prince Noir, à reconnaître de facto la souveraineté béarnaise.

#### Jonction entre Béarn et Foix

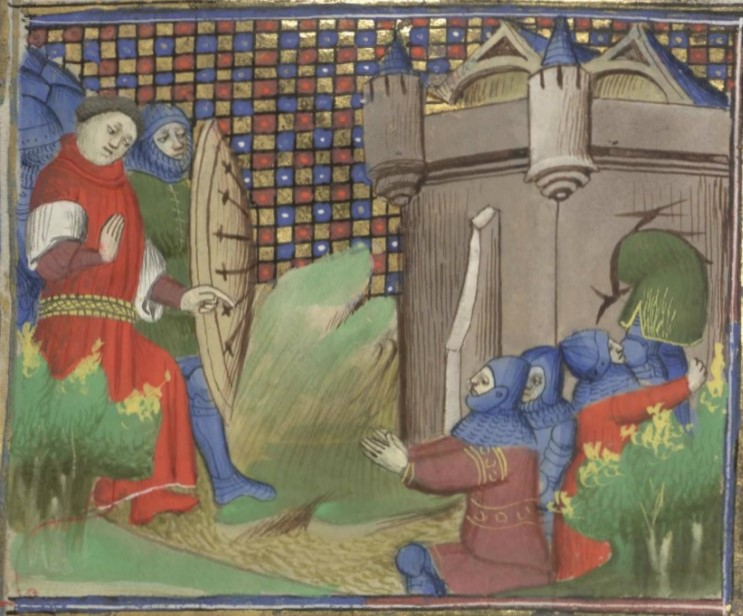
Fébus défait Armagnac lors de la guerre de Comminges en 1376. Miniature du Maître de Boèce, tirée des Chroniques de Froissart, Besançon, Bibliothèque municipale, Ms. 865,.

Libéré de la menace du Prince Noir, Fébus doit désormais faire face au retour en force de la France du roi Charles V. Celui-ci fait installer son frère Louis d'Anjou comme lieutenant-général à Toulouse en 1367. Louis d'Anjou manœuvre auprès des Gascons, notamment la maison d'Armagnac, afin de relancer les hostilités envers le roi d’Angleterre. Le traité de Brétigny est annulé par Charles V, ce dernier s'appuyant sur une clause de pure forme non respectée. En janvier 1369, Armagnac et Albret portent plainte contre le Prince Noir au Parlement de Paris, permettant à Charles V de reprendre les opérations militaires dans le Midi, avec le droit pour lui. Une coalition se monte alors entre Louis d'Anjou et les vaincus de la bataille de Launac (Armagnac, Albret, etc.) pour reprendre les terres du Midi au roi d'Angleterre. Malgré les efforts de Louis d'Anjou pour ménager Fébus, Charles V s'obstine à vouloir reprendre le contrôle de la Bigorre en s'appuyant sans réserve sur Armagnac, au risque de raviver les tensions entre les deux ennemis. En juin 1373, les troupes coalisées sont rassemblées à Montauban et obtiennent sans difficultés la capitulation des garnisons de Tuzaguet et Mauvezin. À Lourdes, le château est tenu par les Compagnons de Lourdes, de redoutables hommes de guerre menés par deux cousins bâtards de Fébus. Louis d'Anjou n'a d'autre solution que de passer par une négociation pour obtenir le ralliement des Compagnons, chose faite le 5 juillet 1373. La Bigorre replacée, théoriquement, sous le contrôle français, la coalition poursuit sa mission en Agenais et Périgord. Sa mission accomplie, Louis d'Anjou transmet à Jean II d'Armagnac la lieutenance-générale du Languedoc le 30 août 1373.
Comme à ses habitudes, Fébus profite de sa neutralité pour basculer vers le camp favorisant ses intérêts. Face à la détermination française à favoriser Armagnac, Fébus provoque un renversement d'alliance en faveur du roi d'Angleterre. Il rencontre Jean de Gand, frère du Prince Noir, les 19 et 20 mars 1374 à Dax pour conclure une alliance. L'accord passé porte tout d'abord sur le prêt de 12 000 florins de la part de Fébus envers Jean de Gand, en échange du château de Lourdes en gage d'hypothèque. Il fixe aussi un projet pour un mariage entre Philippa, fille de Jean de Gand, et le fils héritier de Fébus. Les actions de Jean de Gand provoquent de nombreuses opérations militaires dans les pays de l'Adour, entraînant la demande des Souletins pour la protection de Fébus, un pacte conclu le 4 septembre 1375. L'alliance entre Fébus et Jean de Gand relève surtout de la manœuvre politique, le seigneur béarnais ne cherchant à aucun moment à aider le parti du roi d'Angleterre dans ses manœuvres militaires. Face aux troubles, Charles V retire la lieutenance-générale du Languedoc à Jean II d'Armagnac, pour la confier de nouveau à Louis d'Anjou, ce qui permet à Fébus d'en découdre de nouveau avec Armagnac. La mort du comte de Comminges, Pierre-Raymond II, le 15 octobre 1375 représente l'occasion cherchée. Fébus, par sa mère Aliénor de Comminges, revendique alors l'héritage, tandis que le tandem Armagnac-Albret fait front avec la régente. Cette nouvelle opposition provoque la guerre de Comminges, avec l'affrontement décisif de Cazères-sur-l'Adour en novembre 1376. Fébus y réalise une contre-offensive victorieuse, capturant Jean II d'Armagnac.

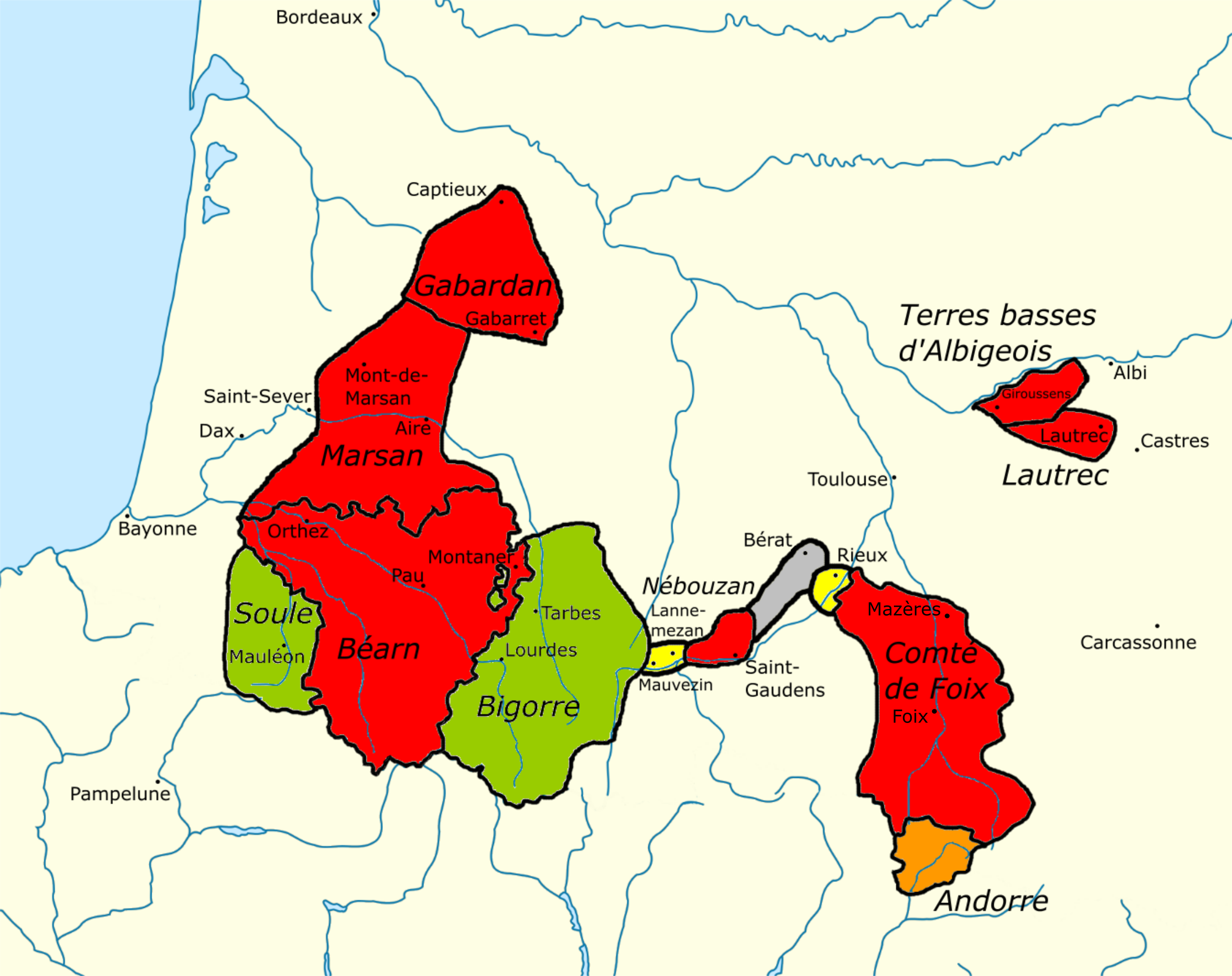
Fébus assure la jonction de ses territoires occidentaux et orientaux, le long de la chaîne des Pyrénées.

Resté neutre durant le conflit, Louis d'Anjou organise la médiation entre les deux camps après la bataille finale. Il choisit Tarbes comme lieu de négociation, avec la signature de trois textes entre 1376 et 1377. Louis d'Anjou reconnaît tout d'abord Fébus comme étant « comte de Foix et seigneur de Béarn » au nom de Charles V, le texte donne également le titre de dominus Bearni pour Fébus, et non pas vicecomes Bearni, une manière de reconnaître implicitement la principauté de Béarn. Fébus obtient ensuite une indemnité de 100 000 francs, mais les pourparlers visent à établir une paix durable entre les deux camps. Le 3 février 1377, un traité de paix est signé, avec un mariage à la clé entre Gaston, fils héritier de Fébus, et Béatrice, fille du comte d'Armagnac. Après de nombreuses tractations, un accord définitif est signé le 3 avril 1379 à Barcelonne-du-Gers, à la frontière entre Marsan et Armagnac. Le mariage princier entre Gaston et Béatrice est finalement célébré le 19 avril 1379 à Manciet. L'accord signé avec Louis d'Anjou et Armagnac permet à Fébus d'aboutir au grand dessein de son action politique et militaire, avec la jonction entre ses possessions de Béarn et Foix. L'acquisition à titre héréditaire des châtellenies de Mauvezin et Goudon permet d'élargir le Nébouzan à l'ouest, soudant ce territoire à la Bigorre. À l'est du Nébouzan, Fébus peut désormais compter sur une dizaine de seigneurs dépendant du Comminges et permettant une continuité avec le comté de Foix. Le contrôle de la Bigorre représente le dernier morceau de ce puzzle entre Béarn et Foix. Avec la complicité des Compagnons de Lourdes, Fébus pousse les communes bigourdanes à solliciter sa protection. Durant l'été 1379, 26 conventions sont signées entre Fébus et des communautés bigourdanes, Tarbes est la dernière à céder le 27 novembre 1379.

### Fin de règne et succession

#### Complot et drame d'Orthez
Enchaînant les succès, Fébus devient de plus en plus impérieux avec l'âge. Il crée des mécontentements en Béarn, qui finissent par aboutir à un complot en 1380. Le chef de file de ce complot apparaît être l'évêque de Lescar, Odon de Mendousse. Le clergé n'apprécie que très peu la rareté de ses fondations pieuses, sa position face aux papes durant le grand schisme d'Occident et l'absence de constructions religieuses. Une partie de la noblesse béarnaise se détourne également de Fébus, dont notamment le baron d'Andoins, se sentant écarté du pouvoir au profit de « technocrates » de petite origine. Depuis la répudiation d'Agnès en 1362, Charles II de Navarre a toutes les raisons pour vouloir nuire à son beau-frère. La conjonction de tous ces mécontents conduit à la réalisation d'un complot contre Fébus, dont les premières traces remontent à l'été 1378.

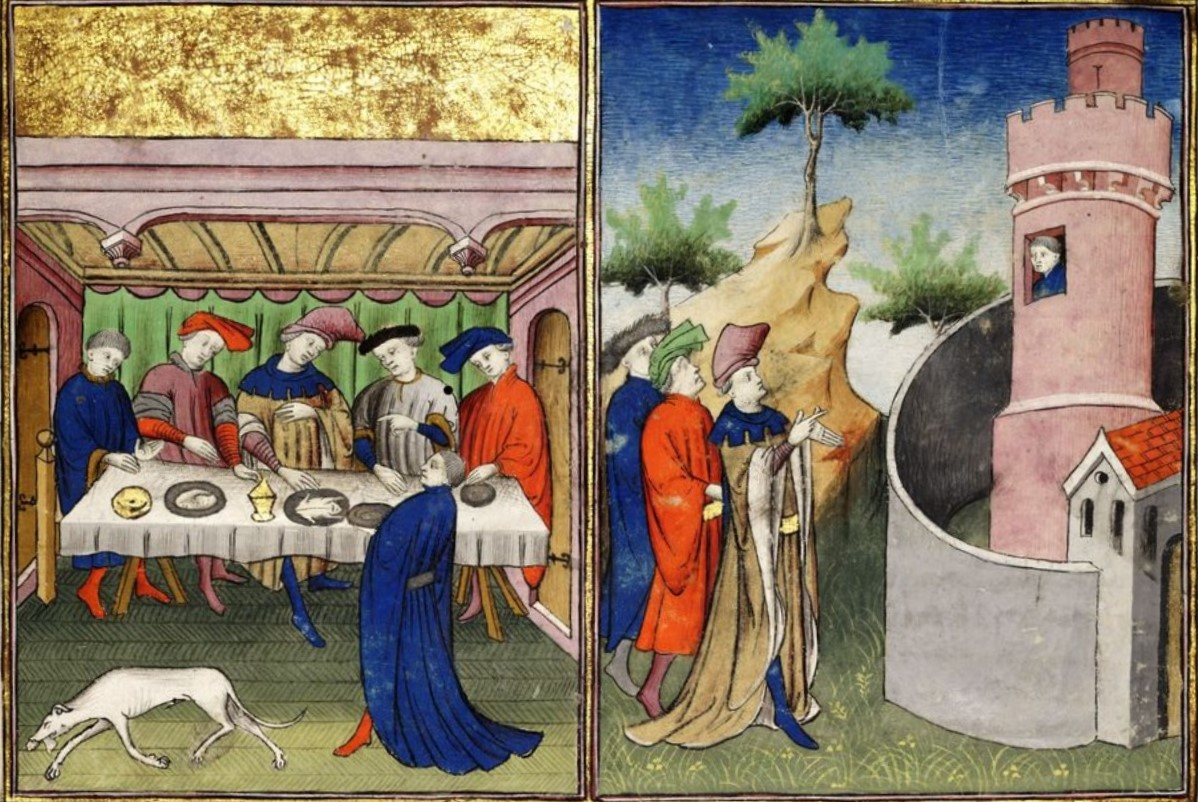
La drame d'Orthez selon les Chroniques de Froissart, Bruxelles, KBR, ms. II 88, fil. 16, vers 1410.

La dernière pièce du complot est représentée par le prince héritier Gaston, celui-ci est grandement insatisfait de sa condition, ne jouant aucun rôle politique, servant de pion pour son père, et disposant d'un train de vie jugé trop modeste pour son rang. Âgé de 18 ans, le prince héritier est la clé de voûte du complot. Il doit administrer à son père un poison afin de régner à sa place, et ainsi favoriser les volontés des autres membres du complot. Entre fin juillet et début août 1380, le prince héritier est démasqué avant d'avoir pu administrer le poison. Gaston est incarcéré au château de Moncade à Orthez, tandis qu'Odon de Mendousse et le baron d'Andoins partent en exil auprès de Charles II. La suite des événements ne peut être racontée avec certitude, mais Gaston décède probablement mi-août 1380 sous la main de son père Fébus. La tragédie bouleverse Fébus qui dit : « Jamais je n'aurai de joie aussi parfaite qu'avant ». Il rédige son Livre des oraisons, accréditant la thèse du geste involontaire, et quitte Orthez pour Pau, ne revenant au château de Moncade que quatre ans plus tard.

#### Alliance avec Charles VI
Fébus commence son plus long séjour en pays de Foix à partir du 18 janvier 1381. Au château de Mazères, Gaston III dirige le Foix-Béarn jusqu'au milieu du mois d'août 1382, tenant une position géographique devenue indispensable face à la nouvelle politique française. Le 18 septembre 1380, Charles V meurt et laisse place à son fils Charles VI. Trop jeune pour gouverner, une régence composée de quatre oncles se met en place ; l'un d'eux est nommé à la lieutenance-générale du Languedoc. Le duc de Berry prend ses fonctions en juin 1381. Fébus a tout à craindre de cette venue, l'accord de paix avec Armagnac étant automatiquement rompu depuis le drame d'Orthez. Souhaitant marquer son territoire vis-à-vis du duc de Berry, dans l'hypothèse d'un éventuel rapprochement avec Armagnac, Fébus lance une attaque le 21 juillet 1381 contre une troupe d'environ 2 500 routiers brandissant l'étendard du duc de Berry. L'armée de Fébus la met en déroute et provoque un grand retentissement dans la région. Ce succès permet à Fébus d'ouvrir des négociations en position de force avec le camp français. Le duc de Berry vient à Mazères le 9 septembre 1381, les discussions aboutissant le 28 décembre 1381 à Capestang. Dans cet accord, Fébus reconnaît l'autorité du duc de Berry dans le Languedoc, en échange de l'engagement du duc à ne pas soutenir Armagnac, tandis qu'une rente annuelle est également promise au comte de Foix. Le résultat est donc multiple, le duc de Berry a désormais les mains libres en Languedoc contre les Tuchins, Fébus arrondit son trésor d'Orthez et peut se livrer en toute impunité à des attaques contre Armagnac. Il quitte le pays de Foix le 4 août 1382, retourne en Béarn à partir d'octobre 1382 et commence son plus long séjour au château de Pau jusqu'en mars 1383. Fébus retrouve finalement Orthez le 5 avril 1383, la première fois depuis le drame de 1380, car il doit notamment organiser le passage de l'armée du duc de Bourbon en 1385 pour participer au conflit pour le trône du Portugal.

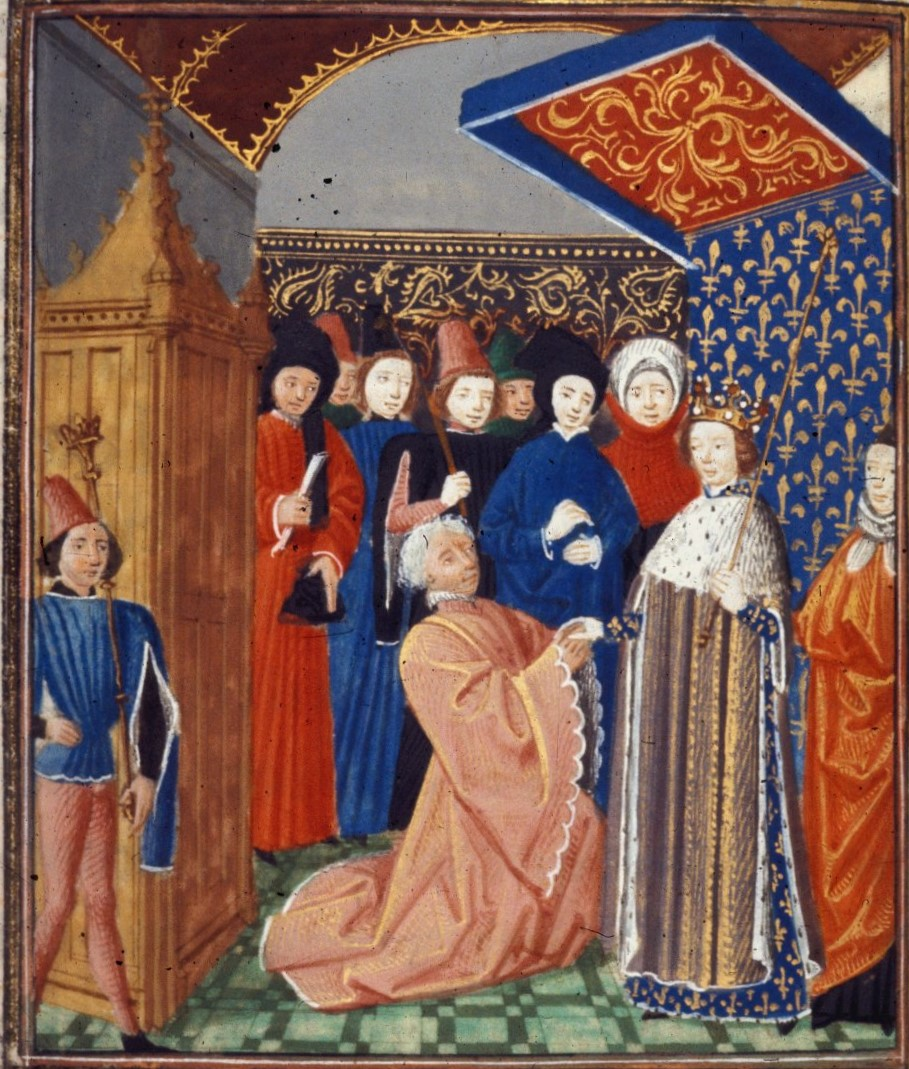
Fébus rencontre Charles VI à Toulouse en 1390. Miniature attribuée à Philippe de Mazerolles, Chroniques de Froissart, Londres, BL, Harley 4379,.

Âgé de 20 ans en 1388, Charles VI décide de se débarrasser de la tutelle de ses oncles pour gouverner le royaume. La décision est prise d'entamer un long voyage dans le Midi, un territoire qui n'a plus reçu la visite d'un souverain depuis près d'un siècle. Ce périple a alors pour but de mettre fin aux multiples abus ayant eu cours dans ces pays durant les gouvernements successifs des ducs d'Anjou et de Berry. Au préalable un représentant du roi est envoyé à Orthez pour discuter d'un projet de mariage, mais surtout pour réaliser un tour d'horizon des sujets principaux concernant le Midi pyrénéen avec le maître des lieux. Louis de Sancerre et Fébus s'entretiennent longuement et évoquent plusieurs sujets : la succession de Foix-Béarn, les relations avec Armagnac ou encore le statut de la Bigorre. À la suite de ces discussions, un premier résultat est vite obtenu avec la tenue le 26 juillet 1389 d'une rencontre entre Béarnais et Armagnacais pour jeter les bases d'un accord de paix. Le 2 septembre 1389, Charles VI entame son voyage vers le Midi en descendant la vallée du Rhône et en rencontrant le pape en Avignon. Une rencontre entre le roi et Fébus se prépare, ce dernier exige néanmoins que cette entrevue ne remette pas en question le statut de souveraineté du Béarn. Louis de Sancerre demande à Fébus de choisir clairement entre le camp du roi de France ou du roi d'Angleterre, au cas où les hostilités reprendraient ; Fébus lui répond alors : « Je tiens mon pays de Béarn de Dieu, de mon épée, de mon lignage et je n'ai que faire de me mettre en servitude ».
La rencontre est prévue à Toulouse, Fébus y séjourne du 4 au 6 janvier 1390. Il fait une entrée remarquée dans la cité avant de rejoindre le couvent des Jacobins pour y loger. La première rencontre entre Charles VI et Fébus se déroule le 5 janvier 1390 au château Narbonnais, le seigneur béarnais est alors traité tel un prince. Fébus organise ensuite un somptueux repas de 200 couverts auquel il convie les ducs de Touraine et de Bourbon. Le roi fait une apparition à la fin de ce dîner. Ensuite convié à Mazères par le comte de Foix, le roi est reçu avec le plus grand soin. Sachant impossible de rivaliser avec les festivités royales de Saint-Denis, Fébus monte une fête insolite sans chercher à éblouir le roi. C'est au cours de ces rencontres que le traité de Toulouse est réalisé en secret par Fébus et le camp français. En date du 5 janvier 1390, Fébus fait de Charles VI son légataire universel contre l'octroi à titre de viager de la Bigorre et de 100 000 francs, ce traité est revêtu du sceau de Fébus mais n'est pas signé. Ce traité pose de nombreuses questions. Celui-ci est particulièrement favorable au camp français puisqu'il permettrait, contre un sac d'or et la cession pour une durée limitée de la Bigorre, d'incorporer au royaume le plus important patrimoine féodal du Midi. Pour Fébus, ce traité lui permettrait de finir sa vie comme prince souverain, mais son œuvre s'éteindrait totalement avec lui. N'ayant plus de descendance légitime, peut-être veut-il priver les Castelbon de tout héritage. La vie de Fébus est marquée par de nombreux traités non respectés, si bien qu'il est difficile de savoir quelles sont ses réelles intentions. Les engagements qu'il prend par la suite sont, néanmoins, en contradiction avec ceux pris à Toulouse. Dans deux accords signés les 15 mai 1390 et 10 juin 1390 à Pamiers et Gérone, il s'engage dans une ligue contre Armagnac en compagnie de Jean d'Aragon. Les accords précisant que cette ligue serait valable également pour leurs héritiers, il est difficile d'imaginer Fébus engager le roi de France dans un conflit avec un vassal comme Armagnac.

#### Mort de Fébus et succession

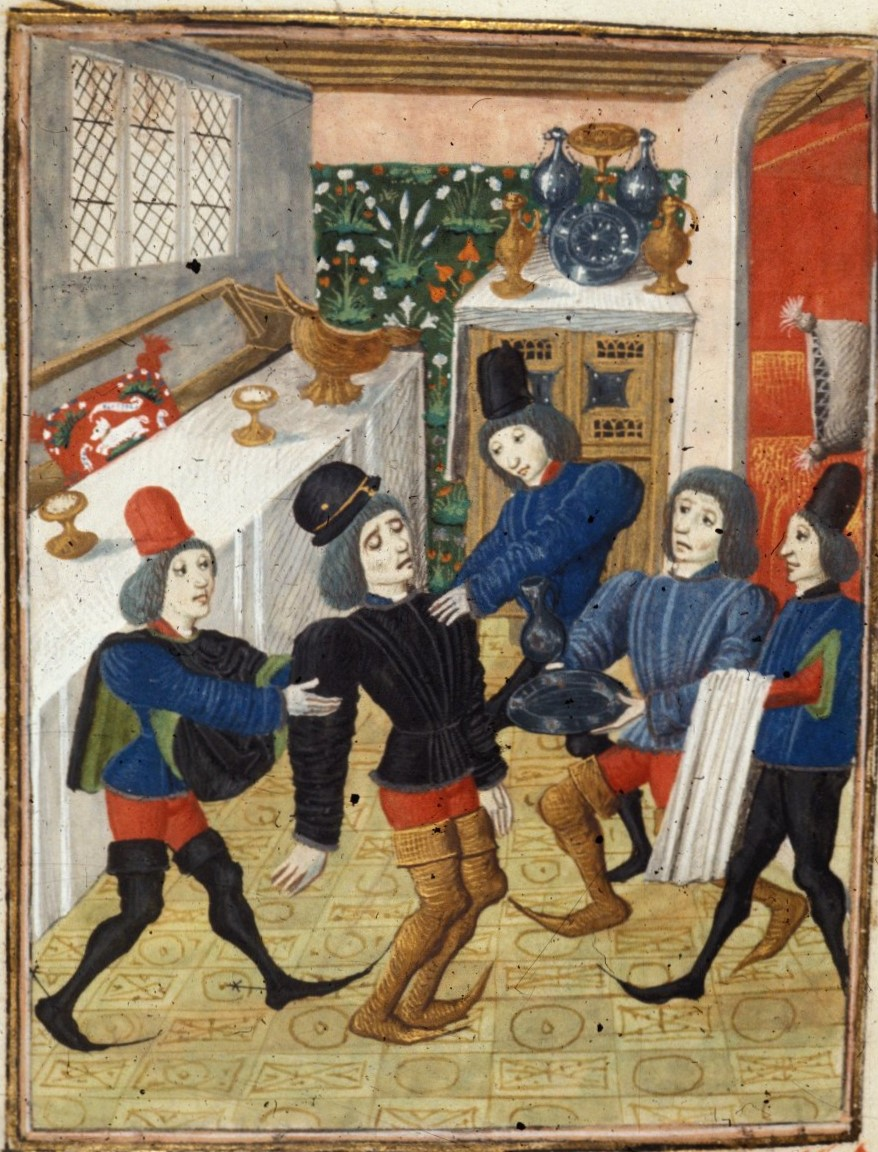
La mort de Fébus, Chroniques de Froissart, Londres, BL, Harley 4379,.

Fébus meurt le 1er août 1391 à L'Hôpital-d'Orion, sur le chemin entre Sauveterre-de-Béarn et Orthez. Après une chasse à courre dans la région de Sauveterre, Fébus et sa suite dînent à L'Hôpital-d'Orion, il est alors victime d'une apoplexie qui le terrasse. Le récit de sa mort est notamment fourni par Jean Froissart, qui recueille le témoignage d'Espan du Lion présent ce jour-là. Jean Froissart écrit : « Il (Fébus) se leva du siège et tendit ses mains pour les laver. Dès que l'eau froide descendit sur ses doigts […], son visage pâlit, le cœur lui tressaillit, ses pieds se dérobèrent sous lui, il tomba sur le siège, retourné, en disant : « Je suis mort. Sire vrai Dieu, pardon ». Il ne parla plus jamais. ». Le récit de Jean Froissart précise que Fébus est allé chasser l'ours ce jour-là, une histoire peu probable dans la région de Sauveterre en août, la chasse au cerf étant plus logique. Présent lors du décès de son père, Yvain fait une brève tentative pour lui succéder. Avant que la nouvelle de la mort de Fébus ne s'ébruite et avec l'aide des conjurés de L'Hôpital-d'Orion, Yvain tente de mettre la main sur le trésor d'Orthez. Sa tentative est un échec, il doit se résoudre à laisser les jurats d'Orthez prendre le contrôle. La nouvelle de la mort de Fébus désormais connue de tous, le corps du défunt est d'abord transporté au château de Sauveterre puis à Orthez en fin de matinée du 2 août 1391. Les obsèques de Fébus se déroulent le 2 octobre 1391, probablement dans le couvent des Frères prêcheurs (aussi nommé couvent des Jacobins). Le cercueil est enseveli dans l'église, sans aucun gisant, mausolée ou pierre tombale.
Sans héritier légitime et après la tentative avortée d'Yvain, la succession de Fébus devient l'enjeu urgent du territoire Foix-Béarn. La question est particulièrement centrale en Béarn, soucieux de défendre son indépendance. Le 8 août 1391, les États du Béarn se réunissent pour la première fois à Orthez, cette assemblée réunit la Cour Majour et la Cour des Communautés. Le trésor d'Orthez est inventorié et son contenu réparti (une partie va aux fils illégitimes de Fébus). En l'absence de testament rédigé par Fébus, les États décident de faire appliquer le testament de son père, Gaston II. Mathieu de Foix-Castelbon est désigné comme l'héritier légitime, à condition de remplir plusieurs préalables, dont notamment le maintien de la souveraineté du Béarn. Les États exigent également un partage des pouvoirs avec le prince régnant, pour mettre fin au despotisme éclairé de Fébus et mettre en place une sorte de monarchie contractuelle. Le maintien de la souveraineté et de la neutralité du Béarn représente la principale priorité des États, estimant qu'ils « n'avaient rien à faire avec le roi de France », contrairement au pays de Foix. L'annulation du traité de Toulouse, conclu en 1390, est donc l'enjeu de cette succession, au risque de voir le Béarn reprendre son autonomie de Foix.
Mathieu de Foix-Castelbon est à peine majeur, 14 ans, lorsqu'il reçoit l'hommage des principaux nobles du pays de Foix le 17 août 1391, la négociation du traité de Toulouse est donc surtout menée par sa mère Géraude de Navailles et deux conseillers, Espan du Lion et Roger d'Espagne. Il faut alors faire vite, car les Marmousets semblent décidés à faire appliquer le traité de Toulouse. Roger d'Espagne et Espan du Lion se rendent à Tours fin 1391 pour les négociations avec le roi de France. Auprès de Bureau de La Rivière et de l'évêque de Noyon, Roger d'Espagne développe son argumentaire : le traité de Toulouse n'est pas honorable pour le roi de France, les populations de Foix et surtout du Béarn seraient totalement hostiles à une mainmise du roi, il serait dangereux de se dresser contre l'héritier appuyé par l'Aragon,. Dans un contexte tendu en Bretagne pour les Marmousets et d'ouverture de négociations de paix entre la France et l'Angleterre, la prudence est de mise pour ne pas déstabiliser toute la zone pyrénéenne. Dans ce contexte, et en échange de 250 000 francs, Charles VI annule le traité de Toulouse et reconnaît Mathieu comme unique héritier de Fébus par lettres patentes du 20 décembre 1391. L'unité Foix-Béarn est préservée, tout comme la souveraineté du Béarn, tandis que le pouvoir sans partage de Fébus fait place à une co-gouvernance entre le seigneur et des assemblées de représentants.

## Exercice du pouvoir

### Un despotisme éclairé

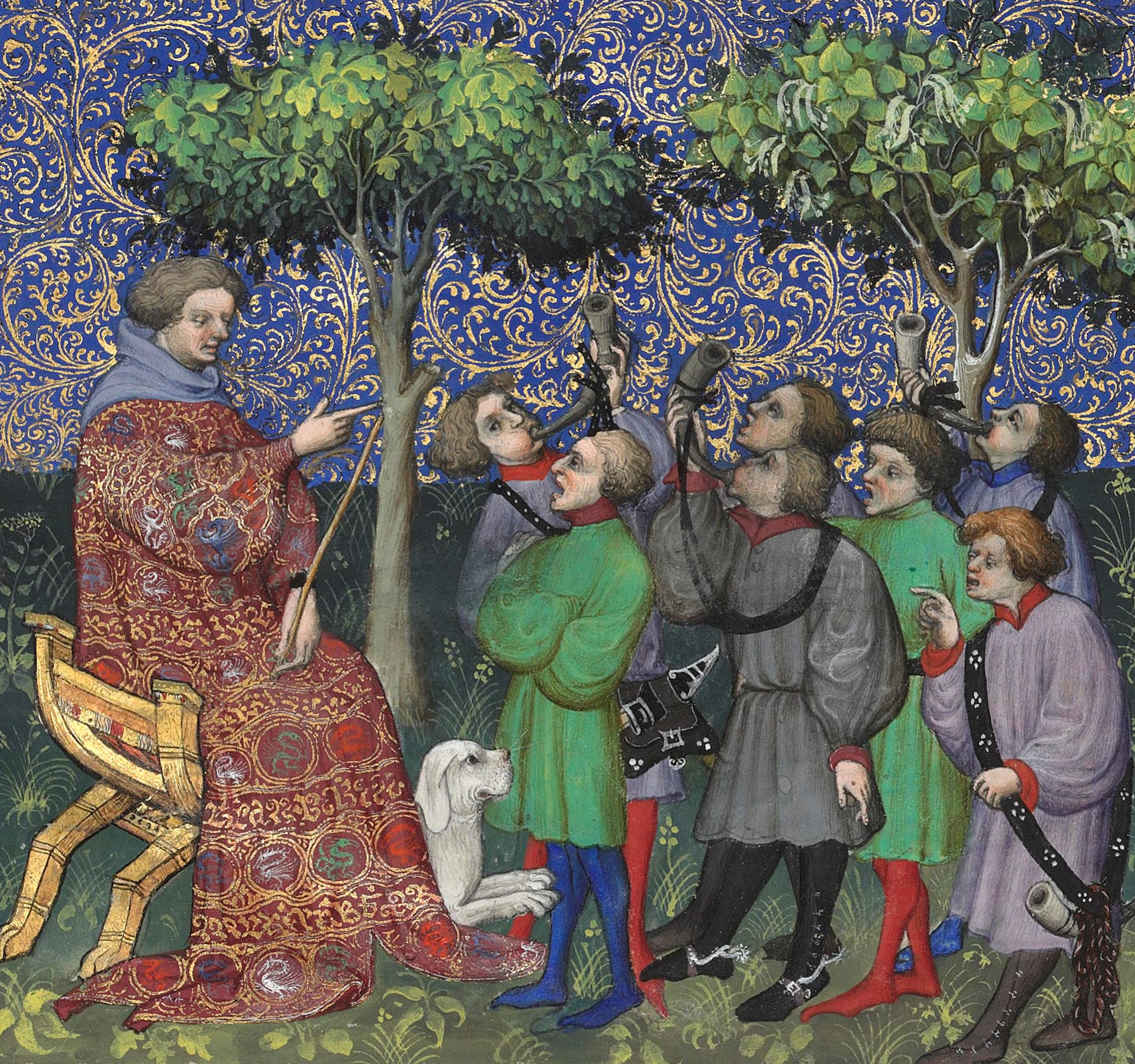
Fébus enseignant à ses veneurs à corner et à huer, Livre de chasse, Paris, BnF, Fr.616,.

Fébus exerce le pouvoir dans une forme de despotisme éclairé, il écarte la noblesse et les traditionnelles assemblées pour un gouvernement personnel. Un conseil privé est constitué, sans composition fixe, tandis que des lieutenants généraux sont nommés pour le remplacer à tout moment lors de ses déplacements. Cette fonction est réservée à des membres de sa famille, dont notamment Arnaud-Guilhem, avant la suppression de ce rôle à partir de 1365. Fébus décide de tout et choisit ses collaborateurs, la famille d'abord, de nombreux juristes, mais très peu de nobles. En Béarn, Fébus fait de l'administration l'instrument d'un pouvoir qu'il est seul à exercer. La justice est notamment reprise en main par Gaston III, alors que les pouvoirs du seigneur en la matière étaient auparavant limités. Les cours traditionnelles béarnaises (Cort Major et Cour des Communautés) ainsi que le Sénéchal sont dessaisis au profit de « l'audiéncia deu senhor », entièrement sous le contrôle de Fébus.
En pays de Foix, la mainmise est tout aussi forte par Fébus, bien que l'exercice du pouvoir y soit moins personnelle. L'administration comtale est mieux structurée lors de son arrivée au pouvoir, le pays de Foix n'est également pas son lieu de résidence principal. Il accepte donc de déléguer, notamment auprès du sénéchal, sauf dans les domaines fiscal et militaire. L'exercice du pouvoir de Fébus est décrit comme solitaire, notamment en Béarn, il ne tolère aucun manquement, aucune contestation et surtout aucune défaillance dans le paiement de ce qui est dû. En avançant en âge, Gaston III devient de plus en plus autoritaire et inflexible. Pour autant, son action est toujours jugée juste, raisonnée et non arbitraire. Fébus joue le rôle du seigneur protecteur de son peuple, il aime notamment le contact avec ses sujets, rendant justice en plein air, au bord du gave de Pau par exemple, dans la lignée d'un Saint Louis rendant la justice sous un chêne.

### Résidences et vie à la cour

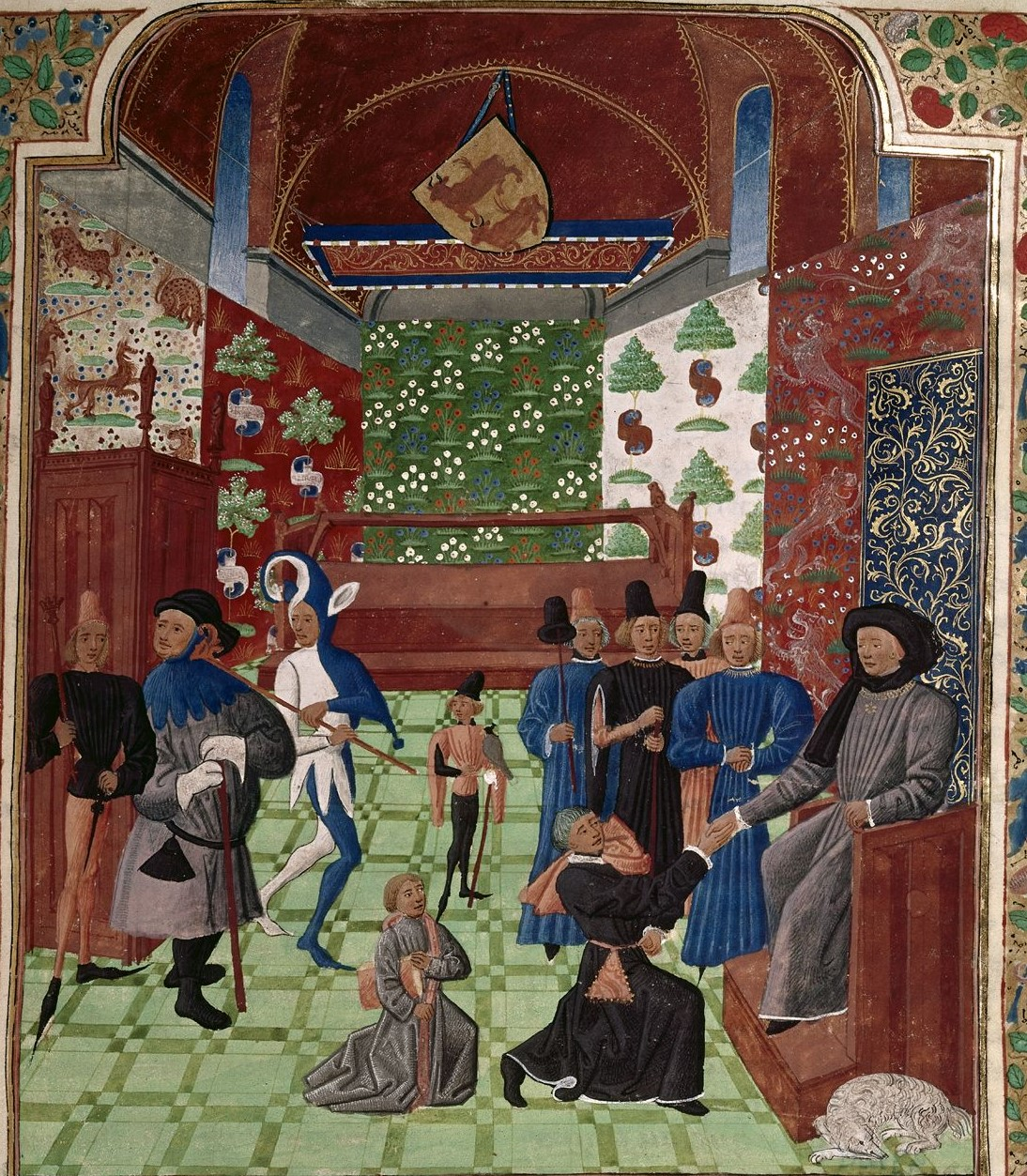
Froissart s'agenouillant devant Fébus à la cour d'Orthez. Miniature attribuée à Philippe de Mazerolles, Chroniques de Froissart, Londres, BL, Royal 14 D V,.

Comme pour ses ancêtres depuis Gaston VII de Béarn, le château de Moncade à Orthez est la résidence principale de Fébus. Il ne séjourne que très ponctuellement dans d'autres châteaux béarnais, hormis dans celui de Pau à partir des années 1375. Durant ses séjours en pays de Foix, Fébus réside parfois au château de Pamiers ou à celui de Foix, mais presque exclusivement au château de Mazères dès 1375. Durant son règne, Gaston III accueille de très hauts personnages dans ses résidences, le Prince Noir à Mazères en 1355, le roi de Chypre en 1363-1364 à Orthez, le duc de Bourbon encore à Orthez en 1388, mais encore le roi de France Charles VI en 1390 à Mazères. Les études archéologiques montrent, comme à Montaner ou Orthez, que les résidences « fébusiennes » sont composées d'un corps de logis seigneurial avec deux niveaux, au rez-de-chaussée l'usage servile, et à l'étage l'habitat du seigneur et de son entourage.
La grande salle est le lieu de vie publique du seigneur et de la vie de cour, celle du château d'Orthez est peut-être ornée de tapisseries illustrant la bataille de Launac, des scènes de chasse sont aussi décrites. La longue visite de Froissart à Orthez, entre 1388 et 1389, permet de décrire la vie de cour sous Fébus. La grand salle, ou tinel, est l'occasion de repas spectacles, soirées littéraires et autres fêtes diverses. Deux principales distractions sont décrites, la musique et les chants de ménestrels ou joglars en occitan. Le caractère le plus original de la vie de cour d'Orthez étant l'attrait pour l'art des troubadours, tandis que les tournois n'y sont jamais pratiqués, contrairement à la mode médiévale. Froissart note aussi que la cour d'Orthez dispose d'un flux d'informations massif et surtout extrêmement rapide, grâce au remarquable réseau de renseignement de Fébus.
Dans le vaste rez-de-chaussée de la tour du Château de Moncade, le comte installe la salle du trésor et une prison, le premier étage avec ses archères à niches, conserve un rôle défensif, tandis que les niveaux supérieurs sont dévolus à la résidence. Equipés de quatre larges fenêtres à coussièges et d'une cheminée par niveau, ils résultent probablement de travaux commandités par Fébus en 1374, concomitants à ceux de la tour de Montaner. Le corps de logis, attenant, accessible par l'escalier monumental ouvert sur la cour, abrite la salle d'apparat. Située au premier étage, elle est prise entre les espaces domestiques au rez-de-chaussée et les appartements de Fébus au deuxième étage. D'après les chroniques de Froissart relatant son voyage en Béarn en 1388-1389, la galerie accessible par l'escalier, et qui bordait pour partie la salle d'apparat, possédait une si grande cheminée qu'un des compagnons de Fébus, Arnauton d'Espagne, y déversa la totalité des bûches chargées sur le plus grand âne qui se trouvait dans la cour en contrebas !
À Morlàas qui est la capitale des premiers vicomtes de Béarn, bien que Gaston VII transfère sa capitale à Orthez, la ville demeure une des plus importantes de la principauté avec ses 300 feux au XIVe siècle, elle conserve aussi l'atelier de frappe monétaire du Béarn où Gaston III fait frapper des pièces d'or alignées sur le florin d'Aragon. Fébus y aménage une résidence, aujourd'hui détruite, en remplacement de l'ancien château comtal. Dès 1373, il acquiert une série de parcelles et de maisons auprès de villageois. L'année suivante, il annexe la maçonnerie d’une tour et du bois d’œuvre d'un habitant qui lui est débiteur. Comme l'indique un texte de 1375, cette résidence présente tous les éléments qu'incarne le plan fébusien : une courtine, une tour-porte, un pont-levis enjambant un fossé, et à l’intérieur de la construction, une grande salle, une cuisine et trois chambres superposées. On perçoit ainsi, dès ces années le Fébus administrateur, qui vise à réduire au mieux ses dépenses, en faisant appel à la population et en unifiant ses constructions.

## Famille

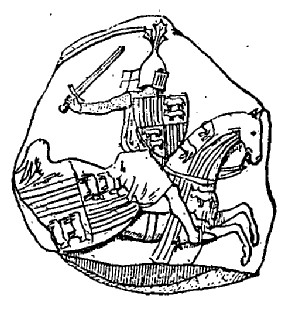
Le sceau de Gaston II de Foix-Béarn, père de Fébus.

Fébus est le seul enfant légitime du couple formé par Gaston II de Foix-Béarn et Aliénor de Comminges. Son père est donc issu de la lignée des Foix-Béarn, fondée par le mariage de son grand-père Roger-Bernard III de Foix avec Marguerite de Béarn. La famille Foix-Béarn est liée à toutes les familles méridionales : Majorque, Narbonne, Armagnac ou encore Aragon. La mère de Gaston II, Jeanne d'Artois, descend de Robert Ier d'Artois, frère de saint Louis. Cette princesse française apporte le prestige de la maison royale aux Foix-Béarn, mais également bien des soucis. Elle est accusée de mauvaise conduite et de vie licencieuse, si bien que son époux Gaston Ier puis son fils Gaston II l'écartent de la Cour. Avant sa mort, Gaston Ier partage ses domaines entre Gaston II et son frère cadet Roger-Bernard III de Foix-Castelbon, ce dernier récupérant les possessions catalanes héritées des Foix et des Moncade. C'est de cette branche Foix-Castelbon qu'est issu Mathieu, qui héritera plus tard de Fébus. Cette branche Foix-Castelbon est pourtant détestée par Gaston III, des indices permettant de penser que le père de Mathieu, Roger-Bernard IV, a pu tremper dans le complot de 1380 contre Fébus. Bertrand, baron de L'Isle-Jourdain, joue le rôle de tuteur auprès de Gaston II, il est aussi l'oncle d'Aliénor de Comminges. Bertrand provoque leur mariage en 1325, malgré la grande différence d'âge.

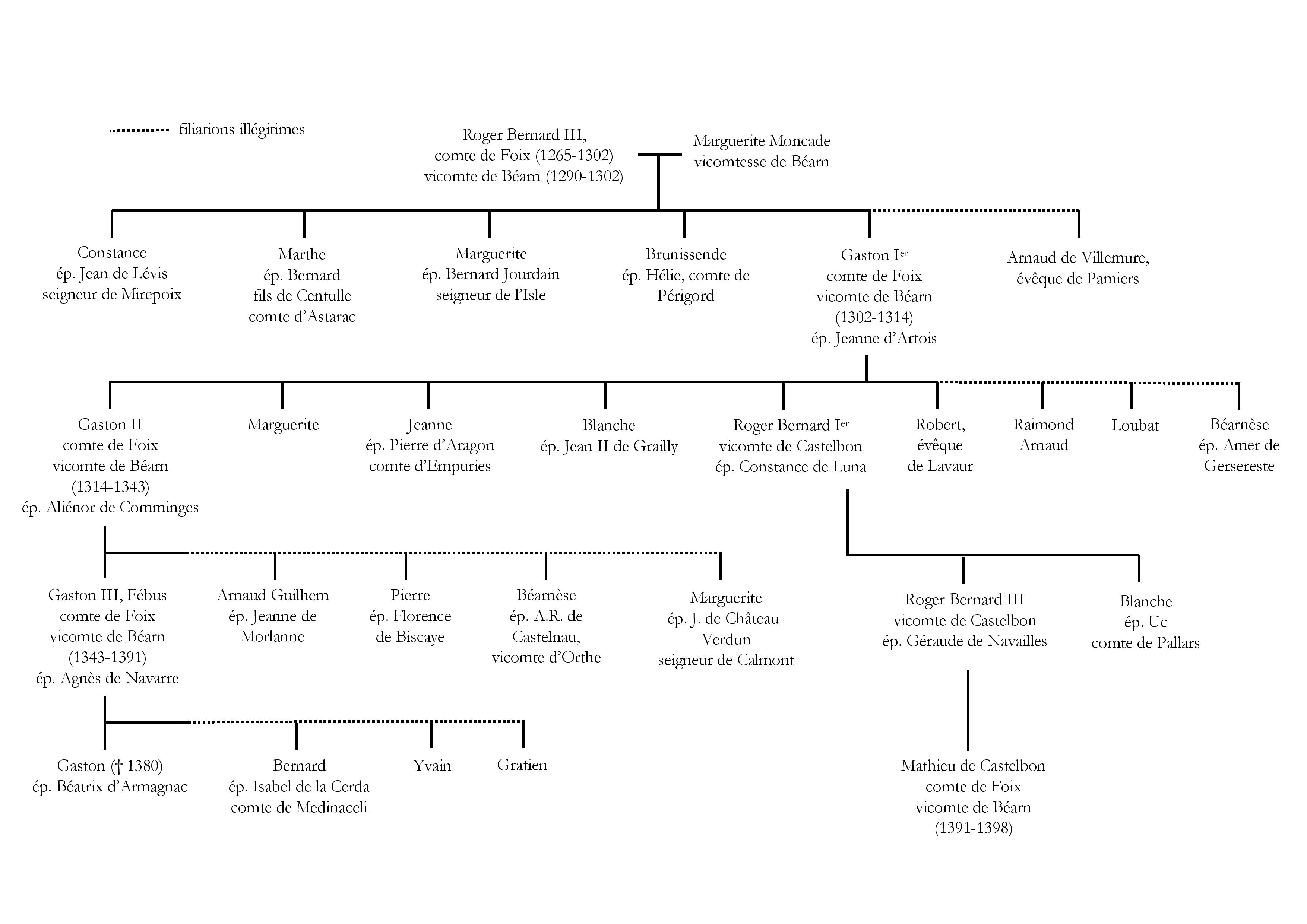
Arbre généalogique de Fébus, à partir du mariage de Roger-Bernard III avec Marguerite de Béarn.

Aliénor est la dernière née de Bernard VII, comte de Comminges, elle semble être vouée au célibat ou au couvent jusqu'à l'intervention de son oncle. Après plusieurs enfants morts en bas âge, Aliénor approche la quarantaine lorsqu'elle accouche de Gaston III. Le mariage entre Gaston II et Aliénor n'est pas une réussite sentimentale, bien que Gaston garde toujours beaucoup d'estime et de respect pour sa femme. Il passe l'essentiel de sa vie à guerroyer pour le roi de France. C'est durant une trêve dans la lutte entre les rois de France et d'Angleterre qu'il part en Andalousie à l'appel de Alphonse XI, et meurt le 26 septembre 1343 à Séville. Pendant ses nombreuses absences, Aliénor joue un rôle essentiel dans l'éducation de Gaston III. Grâce au testament laissé par Gaston II avant son départ pour l'Andalousie, Aliénor est tutrice et régente du prince héritier jusqu'à sa majorité de 14 ans. Elle continue à gérer ses biens, comme curatrice, jusqu'à ses 21 ans. La tournée d'hommage qu'organise Aliénor pour Gaston III au décès de son père est fondamentale dans son parcours. Elle se montre également une remarquable gestionnaire et décède vers 1369, près du Mas d'Azil en pays de Foix.

### Fratrie
Fébus est l'unique héritier de Gaston II, il n'a ni frère, ni sœur issus du mariage de ses parents. Gaston II a néanmoins, plusieurs enfants illégitimes, nés de ses liaisons avec plusieurs maîtresses. Fébus a donc deux demi-sœurs : Béarnese, épouse du vicomte d'Orthe, et Marguerite, épouse du seigneur de Calmont. Gaston II donne également deux frères à Fébus : Arnaud-Guilhem, qui épouse l'héritière de la seigneurie de Morlanne, et Pierre, époux de Florence de Biscaye. Les enfants grandissent ensemble, Arnaud-Guilhem et Pierre sont des compagnons fidèles de Fébus durant toute sa vie. Les deux fils illégitimes semblent avoir bénéficié de la même éducation physique et militaire que Gaston III, l'éducation intellectuelle et artistique étant sûrement réservée à l'héritier. Arnaud-Guilhem est considéré comme le « principal collaborateur » de Fébus, ce dernier n'hésitant pas à lui confier le sort du Béarn lors de certains de ses déplacements extérieurs. Grâce à son mariage, Arnaud-Guilhem devient l'héritier du domaine de Morlanne et participe à la construction du château de Morlanne, souhaitée par son frère pour renforcer le système de défense du Béarn. Arnaud-Guilhem semble décéder juste avant son frère en 1391.

### Épouse et maîtresses

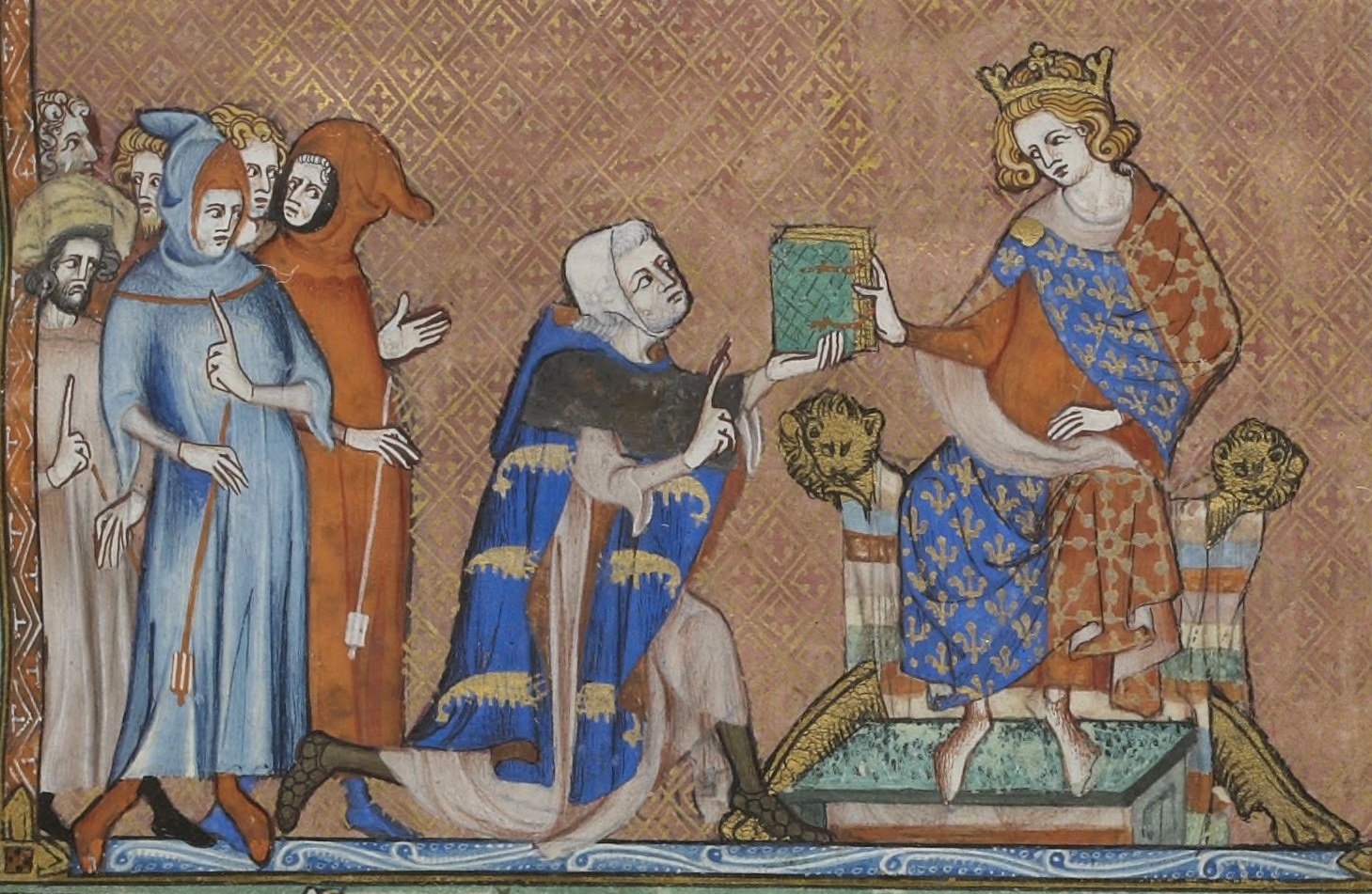
Agnès de Navarre est une petite-fille du roi Louis X. Miniature de dédicace d'une Vie de saint Louis, BNF, Fr.13568,.

Âgé de 9 ans, Gaston III est l'objet d'un projet de mariage entre son père et Jacques III de Majorque. Le 10 février 1340 à Perpignan, Gaston II signe une promesse de mariage pour Gaston III et la fille de Jacques II, Isabelle Ire de Majorque. Mais la mort de Gaston II en 1343, ainsi que la prise de Perpignan par Pierre IV d'Aragon font abandonner le projet. Devenue régente, Aliénor se tourne vers la famille de Navarre pour marier Gaston III. Elle et Jeanne II de Navarre engagent les négociations dès 1345 afin de marier Gaston à l'une des filles de Jeanne II, Agnès de Navarre. Cette alliance est particulièrement prestigieuse pour les Foix-Béarn. Outre le prestige lié à la couronne de Navarre, Agnès est également proche parente du roi de France. Le mariage est repoussé jusqu'en 1349, Agnès n'étant pas encore nubile. Durant un long séjour en Île-de-France pour régler les affaires navarraises dans leur domaine normand, Aliénor et Gaston sont invités par Jeanne II pour célébrer le mariage. Le contrat de mariage est signé le 5 mai 1349, avec la promesse d'une dot de 20 000 livres de la part de la reine de Navarre, un acompte de 1 000 livres étant uniquement versé. Le mariage est enfin célébré par une grande cérémonie le 4 août 1349 dans l'église du Temple de Paris. Gaston III devient par ce mariage beau-frère du roi de Navarre mais également du roi de France.
La vie d'Agnès n'est pas connue, mais tout porte à penser que le mariage n'est pas heureux. En septembre 1362, Agnès donne naissance à un fils héritier, Gaston, mais dès décembre 1362 ou janvier 1363, Fébus renvoie sa femme. Il charge son demi-frère Arnaud-Guilhem de la renvoyer au motif que la dot du mariage n'a jamais été payée, lui refusant de prendre avec elle ses effets personnels. Les interventions des papes Urbain V en 1364 et Grégoire XI en 1373 n'y changent rien. Fébus refuse définitivement de reprendre sa femme Agnès. Celle-ci reste à la cour de Navarre de Pampelune sans jamais revenir en Béarn ou revoir Fébus ; elle meurt début 1396. La répudiation d'Agnès est un acte qui paraît irraisonné. Il provoque indirectement le complot et le drame d'Orthez de 1380, ainsi que la transmission de l'héritage vers les Foix-Castelbon. Fébus est le père naturel d'au moins trois enfants illégitimes ; le prénom et la condition sociale de ses maîtresses sont inconnus. Seul le récit de Froissart permet de connaître la vie quotidienne de Fébus, mais malgré la forme physique et intellectuelle du prince, aucune femme n'est présente dans cette cour d'Orthez. Loin d'en avoir une détestation physique, Fébus semble avoir un rejet psychologique envers les femmes, pouvant expliquer la répudiation d'Agnès ainsi que l'absence de femmes durant toute sa vie, à l'exception de sa mère Aliénor.

### Descendance

#### Descendance légitime

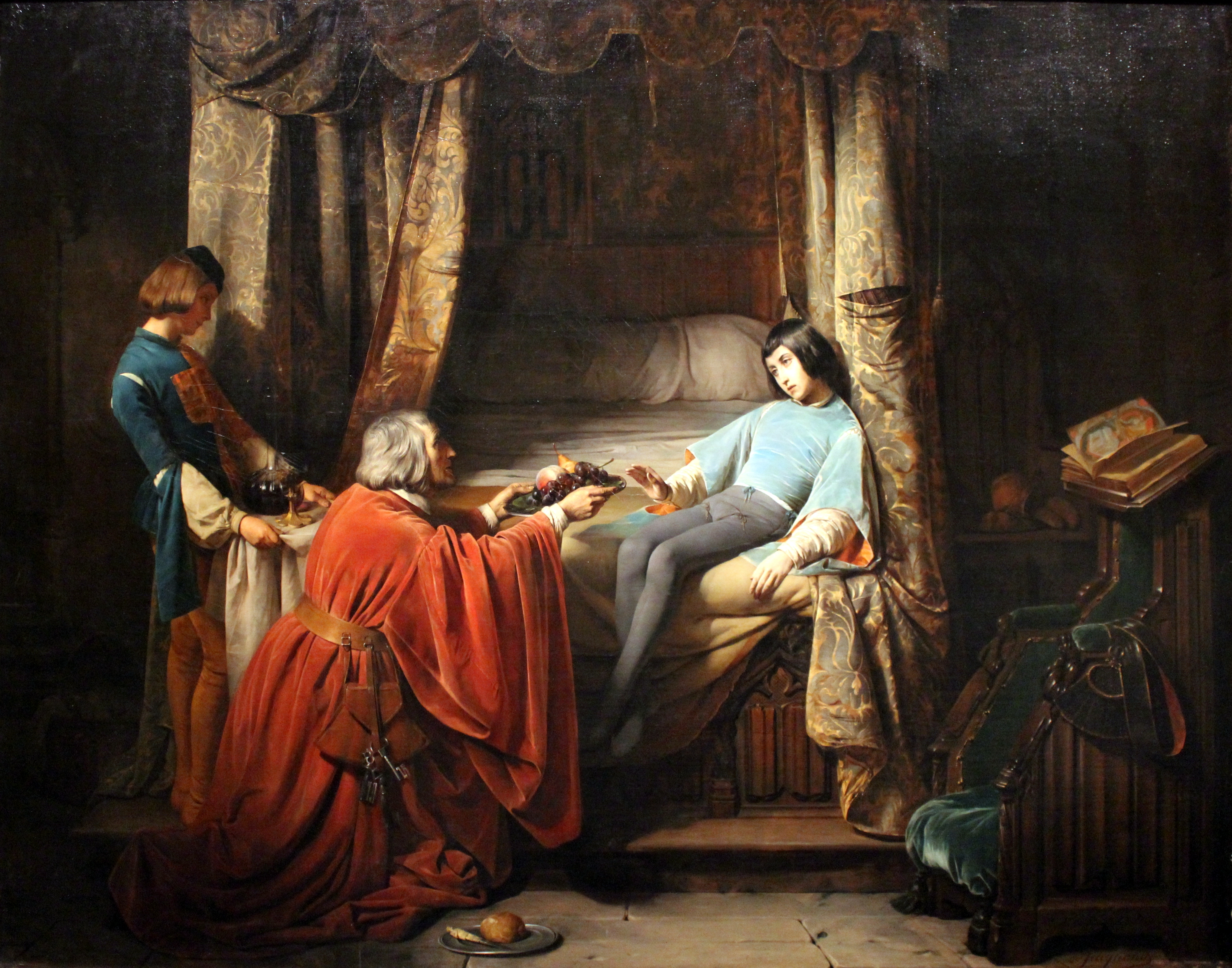
Illustration du drame d'Orthez selon le récit de Froissart, Le Jeune Gaston, dit l'ange de Foix, Claudius Jacquand, 1838, musée du Louvre.

Agnès donne un premier fils légitime à Fébus en 1359, mais celui-ci meurt rapidement. Il est suivi finalement en septembre 1362 par Gaston, né en Béarn, et dont le roi de Navarre devient le parrain. Après la répudiation presque immédiate d'Agnès, Gaston est élevé à la cour d'Orthez. Sa vie est assez peu connue jusqu'au drame d'Orthez en 1380. L'héritier Gaston apparaît plusieurs fois dans les chroniques ; en mars 1374, un mariage est projeté pour lui et la fille du duc de Lancastre ; en 1376 Gaston apparaît dans l'armée que monte Fébus : âgé de 14 ans, Gaston a atteint l'âge de la majorité légale chez les princes. Or sa place apparaît être très restreinte, notamment en comparaison avec ses deux demi-frères Bernard et Yvain. De quoi valider la tradition voulant que Fébus n'aimait guère Gaston, lui préférant ses fils bâtards. Gaston réapparaît lors de son mariage en 1379 avec Béatrice d'Armagnac. Le mariage est conclu afin de sceller la paix entre les deux familles ennemies. Il est prononcé le 19 avril 1379, en l'absence de Fébus et dans des conditions particulièrement modestes pour un prince héritier de son rang.
Gaston grandit sans connaître sa mère ; il garde tout de même le lien au cours de plusieurs visites à la cour de Navarre autorisées par son père. Ce geste de mansuétude de Fébus envers son fils semble finalement se retourner contre lui, puisque Gaston participe au complot de 1380 en compagnie de Charles II de Navarre. Les circonstances du drame d'Orthez ne sont pas précisément connues. Froissart et Juvénal des Ursins donnent deux versions différentes qui comportent chacune des invraisemblances. Toutes les versions s'accordent tout de même sur la mort de Gaston à la suite d'une tentative d'empoisonnement manquée contre son père, une mort probablement causée par la main de Fébus au mois d'août 1380. La participation de Gaston au complot étant le résultat d'une probable rancœur envers son père, qui l'utilise uniquement comme un pion dans ses ambitions politiques, sans lui donner la moindre responsabilité, contrairement à ses demi-frères. La mort de Gaston fait perdre à Fébus son seul héritier naturel, rendant la branche cadette Foix-Castelbon légitime pour la succession de son territoire.

#### Descendance illégitime

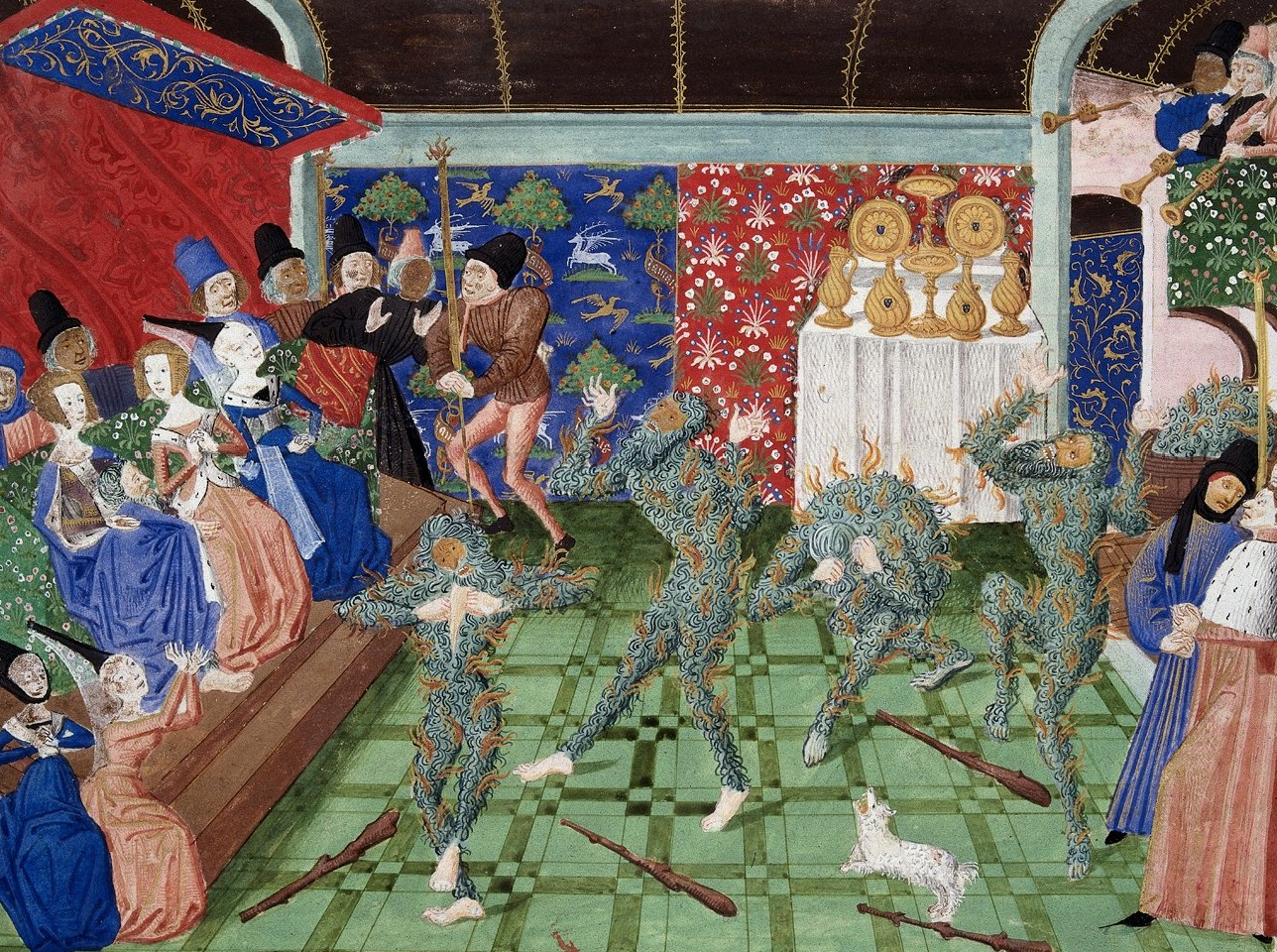
Yvain est le fils préféré de Fébus, il meurt en 1393 à la suite du Bal des ardents, Chroniques de Froissart. British Library, Harley 4380, 1.

Fébus a au moins trois enfants illégitimes de ses différentes maîtresses. Son premier enfant naturel est Bernard, né vers 1350 ; Yvain est né, lui, un peu avant le prince héritier Gaston vers 1360-1361, tandis que Gratien est né plus tard. La vie de ce dernier fils est très mal connue. Il est signalé pour la première fois par Froissart au banquet de la Noël 1388, avant de réapparaître au moment de la mort de son père. Gratien aurait pu prendre part à la croisade berbère organisée par Louis II de Bourbon en Tunisie, avant de trouver la mort en 1394 en Sicile. Bernard est brillamment établi en Castille ; grâce à la protection d'Henri de Trastamare, il devient le premier comte de Medinaceli. Bernard apparaît au côté de son père lors de la guerre de Comminges en 1376. Par son mariage avec Isabel de la Cerda, c'est le seul de ses enfants à donner une descendance directe à Fébus.
La tradition désigne Yvain comme l'enfant préféré de Fébus. Leurs liens sont très étroits, le fils est déjà dans la garde personnelle du père en 1376, tandis qu'il mène les troupes béarnaises en 1381 lors de la victoire de Rabastens, Froissart décrit aussi Fébus et Yvain comme inséparables. À la mort de son père et sous le conseil des familiers du comte, Yvain fait une tentative pour prendre possession du trésor d'Orthez, et donc succéder à Fébus. Sa tentative est un échec, mais il récupère 100 000 florins en compagnie de son frère Gratien, ainsi que du mobilier, lors du partage des biens. Yvain s'installe ensuite à la cour de France avec le soutien de Jeanne de Boulogne, entrant dans l'entourage immédiat de Charles VI. Yvain s'impose comme un des organisateurs des fêtes données à l'hôtel Saint-Pol. Il participe le 28 janvier 1393 à un bal costumé qui deviendra le célèbre Bal des ardents. Yvain fait partie des six nobles brûlés lors de l'incendie causé par la torche de Louis Ier d'Orléans. Il décède sans descendance le 30 janvier 1393 des suites de ses blessures « à grande peine et martyr ».

## Personnalité

### Apparence physique

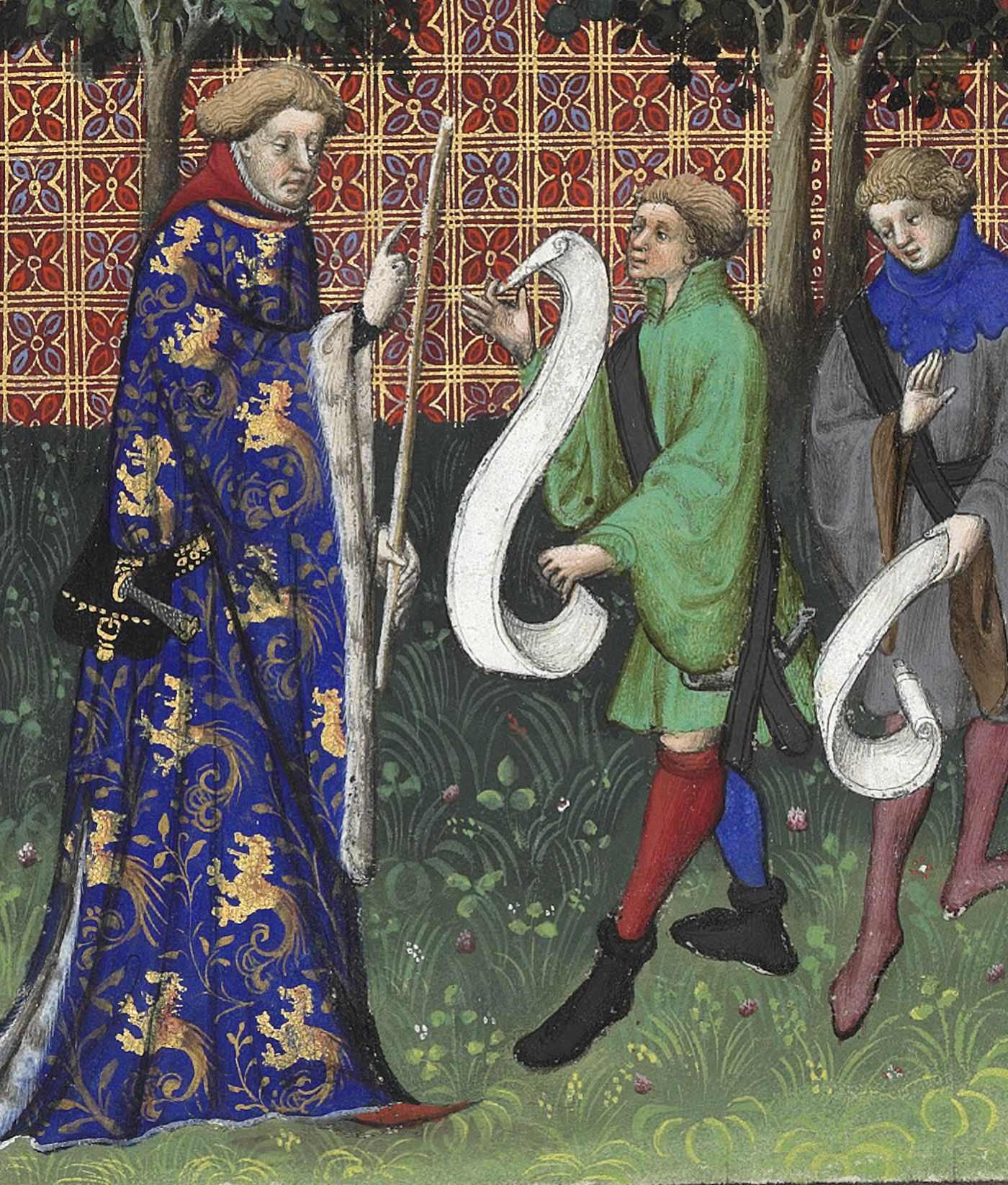
Fébus possède une chevelure blonde.

L'apparence physique de Fébus n'est pas précisément connue, il est uniquement possible d'en esquisser une silhouette. Un motet signale sa « chevelure de flamme ». Froissart apporte quelques éléments supplémentaires au fil de ses chroniques : « Et je vous dis qu'en mon temps j'ai vu beaucoup de chevaliers, rois, princes et autres, mais que je ne vis jamais qui eut de si beaux membres, une si belle allure, une si belle taille, le visage beau, sanguin et riant et les yeux verts, amoureux là où il lui plaisait de jeter son regard », « Le comte de Foix qui était beau prince, de belle forme, de belle taille, à la tête nue avec les cheveux épars car jamais il ne portait de chaperon ». Nombreux sont les manuscrits enluminés représentant ses traits et sa prestance, mais ils dépeignent un Fébus imaginé et fictif. La plus célèbre version du Livre de chasse est le Fr. 616 daté de 1407. Cette version est commandée par Jean sans Peur ; elle se fonde sur un autre manuscrit, aujourd'hui au musée de l'Ermitage, réalisé sur commande de Fébus et peut-être dédicacé au duc de Bourgogne. La chevelure de Fébus est dans cette version toujours blonde, malgré des incohérences. 
Tous ces éléments permettent d'imaginer un homme de belle prestance, au visage sanguin, aux yeux clairs et à la chevelure blonde. Fébus devait revêtir des vêtements aussi somptueux que ceux portés dans le manuscrit Fr. 616 du Livre de chasse, avec des décorations symbolisant sa puissance. L'impression que le prince donne à ses contemporains peut être complétée avec les mots de Geoffrey Chaucer : « Il était le plus bel homme du monde qui soit ou ait été depuis le début du monde. Quel besoin y a-t-il de décrire ses traits. Car en ce monde il n'y avait personne de vivant qui soit si beau ».

### Comportement

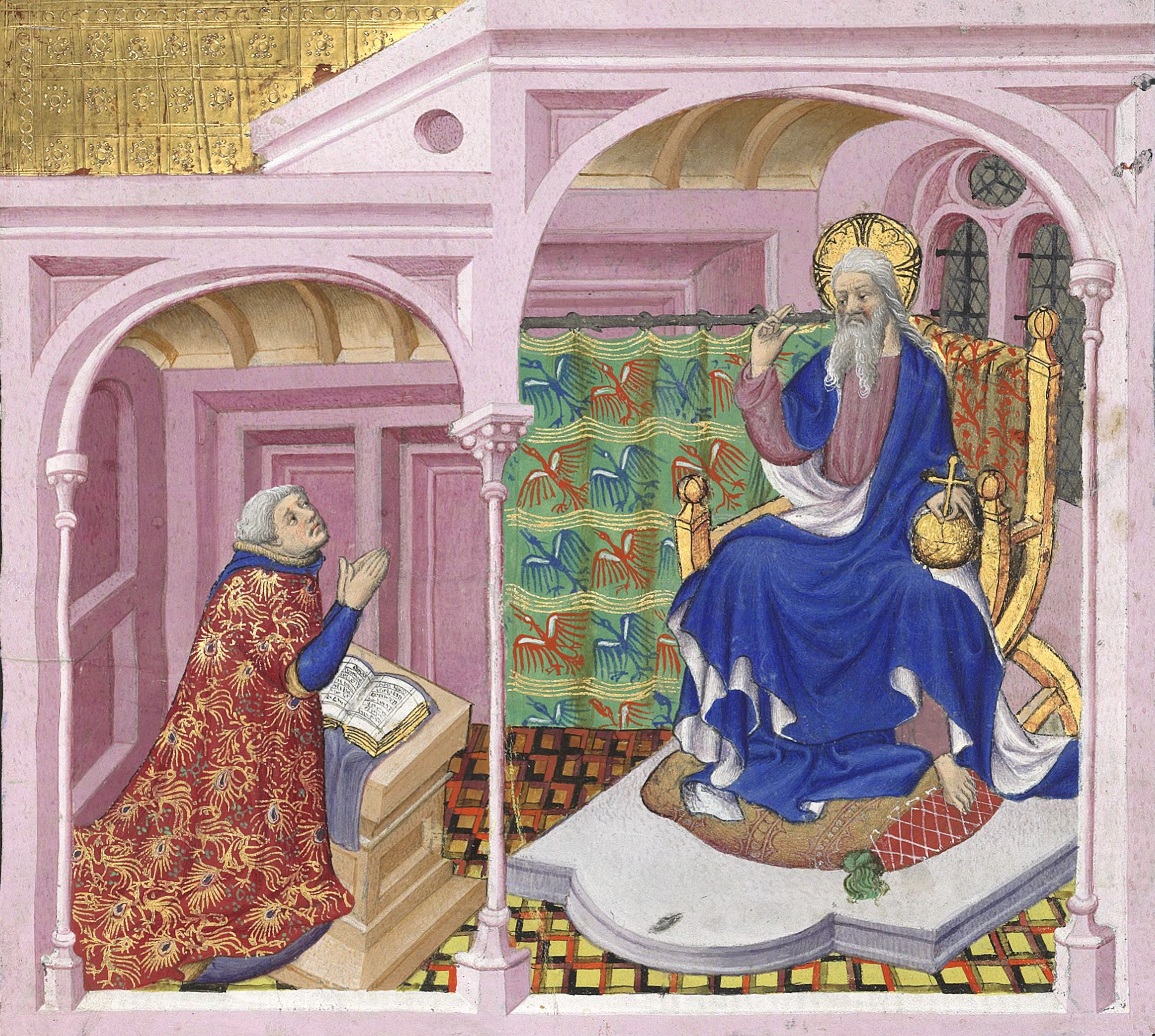
Fébus en prière, Livre des oraisons, Paris, BnF, Fr.616,.

Quelques traits de caractère et habitudes de vie de Fébus sont nettement identifiables. Hors nécessité de guerre ou de chasse, il travaille la nuit et dort une bonne partie du jour, ne se levant que vers midi. Un rythme de vie proche de celui adopté à Madrid, mais éloigné des habitudes de la cour de France. L'assiduité de Fébus au travail est un de ses principaux traits de comportement, lui-même précisant dans le prologue de son Livre de chasse que malgré sa passion pour ce divertissement, jamais il ne le conduisit à « négliger le service de ses propres affaires qui doivent importer davantage ». Les registres de son notaire prouvent également sa disponibilité totale à son métier de prince, exerçant une pression administrative permanente. Fébus commande ses hommes par des commandements brefs, appliquant la même méthode qu'à ses chiens. Animal pour lequel il voue une véritable passion, et qui l'accompagne dans tous ses déplacements. Le comte de Foix écrit : « Le chien est fidèle à son maître et de bon amour et de vrai ».
Fébus est tout autant capable de charmer son auditoire que de faire preuve de cruauté mentale envers ses ennemis. Il n'hésite pas à répudier Agnès sans ménagement ou à maintenir son cousin germain, le vicomte de Castelbon, au fond d'une fosse pendant huit mois. En revanche, il rend toujours la justice de manière non arbitraire, et hormis le drame d'Orthez, aucun chroniqueur ne l'accuse de sévices corporels ou d'exécutions sommaires. Dans le contexte du XIVe siècle, Fébus n'est ni pire, ni meilleur que les rois et les princes de son temps, son action pouvant être jugée comme moins cruelle que bien d'autres. Cette phrase de Juvénal des Ursins peut résumer la complexité du personnage, adulé autant que haï : « Il avait été vaillant prince en son temps, et subjugua ses voisins et il était bien aimé, honoré et prisé, craint et redouté ».

### Le communicant

#### Choix d'un surnom

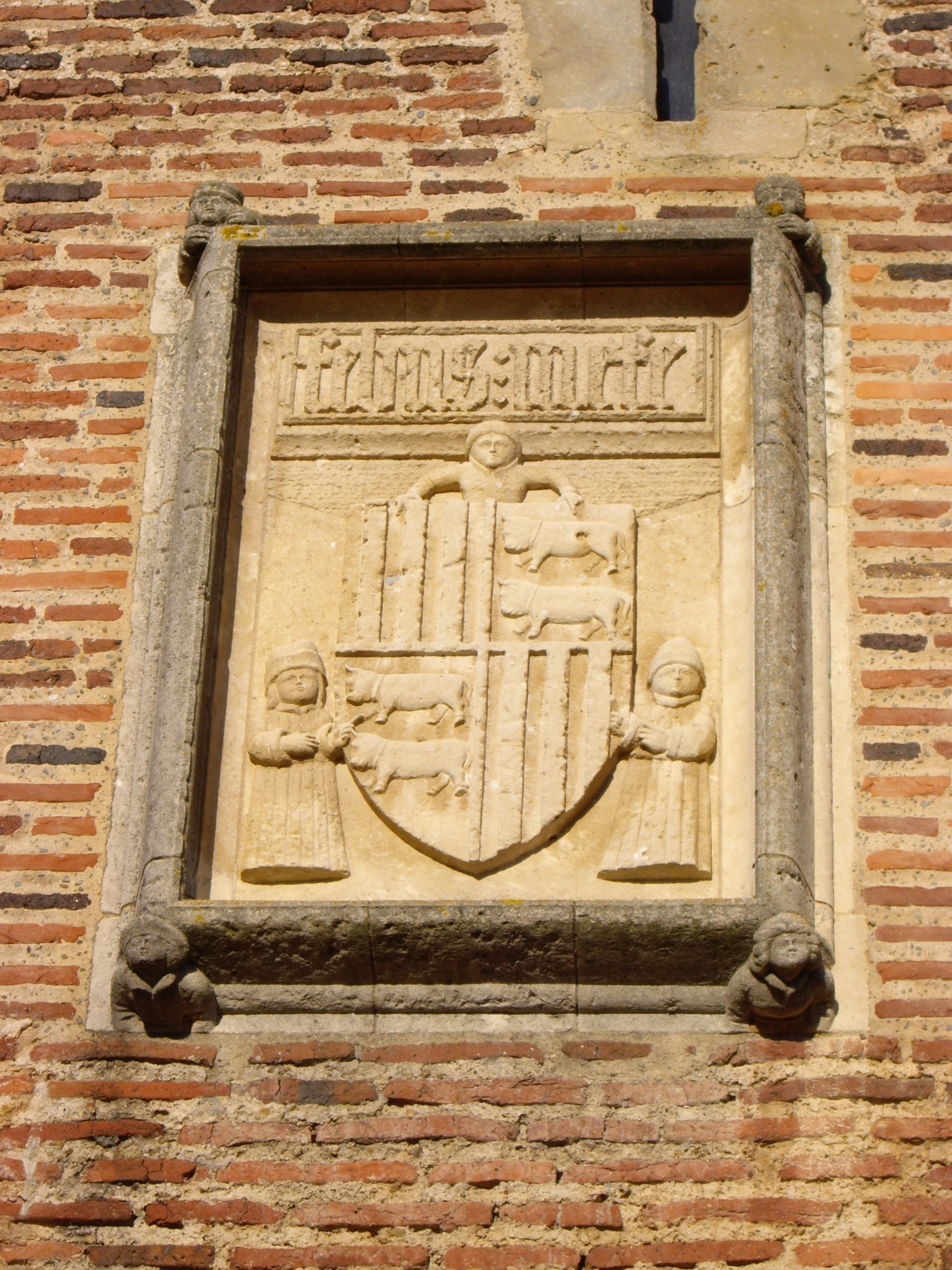
L'inscription Febus me fe au château de Montaner.

Cas unique pour son époque, Gaston III de Foix-Béarn choisit son surnom et remplace progressivement son nom de naissance par cette création. Le surnom Febus, son cri de guerre Febus aban et sa devise Toquey si gauses, font leur apparition durant la chevauchée du prince en Prusse en 1358. Le cri de guerre Febus aban est le premier élément dévoilé par Gaston III lors du siège de Meaux au retour de la croisade. Au milieu du XIVe siècle, c'est l'un des premiers princes européens à tracer une signature manuscrite en bas de certains actes. Mais, cas unique, Gaston III choisit de signer par son nouveau surnom : le plus ancien document faisant figurer la signature Febus date du 16 avril 1360, ; l'allure générale de cette signature ne change pas ensuite jusqu'en 1390, Gaston III faisant le choix d'une signature bien visible et détachée pour la rendre marquante. Il étend également la portée de ce surnom, en frappant ses monnaies de l'inscription Febus comes et en faisant placer sur ses forteresses celle de Febus me fe,. En 1387, lorsqu'il rédige le prologue de son Livre de chasse, il précise les éléments constituant son identité : « Je, Gaston par la grâce de Dieu, surnommé Fébus, comte de Foys, seigneur de Béarn ».
Le choix du surnom Febus est un geste d'orgueil à mettre en lien avec la croisade en Prusse, une chevauchée triomphale digne d'un roman de chevalerie. Son adoubement durant la croisade explique sûrement cette envie de changement de nom. Le choix de Febus fait clairement référence au dieu antique Phoibos, ou Apollon. Plusieurs raisons sont avancées pour expliquer ce choix opéré par Gaston III, sa chevelure blonde rappelle le dieu de la lumière, tandis que Phoibos, frère d'Artémis, est un grand chasseur tout comme lui. Néanmoins, ce surnom fait surtout référence au mythe solaire associé à Phoibos. Depuis l'époque romaine, Apollon est le dieu solaire intimement lié à l'exercice du pouvoir. Or Gaston III possède dans sa bibliothèque plusieurs compilations des Faits des Romains. Aussi et surtout, il possède une version traduite vers 1350 en langue d'oc de l'encyclopédie de Barthélemy l'Anglais. Celui-ci décrit dans un passage les vertus du signe zodiacal du Soleil : « Dans la constellation du soleil les hommes sont beaux et légers et pour cette raison en peinture on lui fait des ailes et la face d'un enfant et est appelé Phébus c'est-à-dire beau ». La traduction en langue d'oc fait apparaître « […] apelaven Febus que vol dire bel ». La fin de ce paragraphe complète les qualités attribuées au Soleil : « Sous le soleil est contenu beauté, victoire, fortune et héritages. Le soleil signifie esprit et âme ».
Gaston III orthographie toujours son surnom avec la graphie d'oc Febus, jamais Phébus ou Phœbus comme il est possible de l'observer à tort. Il ne combine également jamais « Gaston Fébus » comme cela se fait depuis le XIXe siècle, il sépare donc toujours son nom de baptême et son surnom. Le surnom Febus est, après sa mort, porté par d'autres membres de la famille, dont François Fébus, roi de Navarre de 1479 à 1483. Plusieurs surnoms lui sont donnés par la suite, dont « Comte soleil », « Prince des Pyrénées » ou encore « Lion des Pyrénées ».

#### Devise et autres symboles

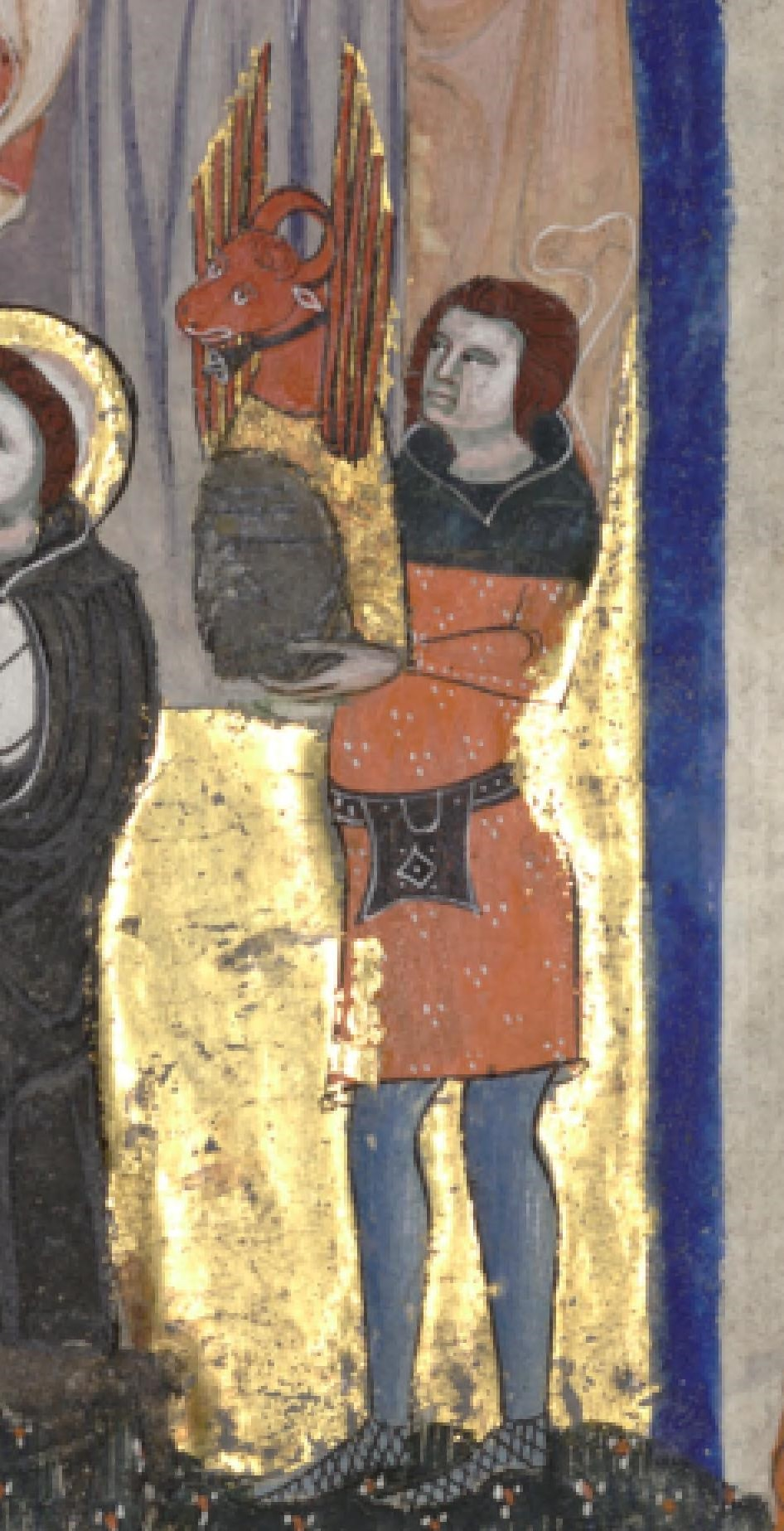
Fébus choisit une tête de vache béarnaise pour surmonter son heaume, Elucidari de las proprietatz, BSG, ms. 1029,, détail.

Outre le surnom Febus, Gaston III choisit un ensemble d'autres emblèmes pour symboliser son action et marquer les esprits. Durant cette même croisade prussienne, il choisit sa devise Toquey si gauses (« Touches-y si tu l’oses ») pour illustrer son ardeur aux armes. Cette phrase est toujours la devise d'Orthez. Fébus utilise deux types de sceaux durant son principat. Le premier apparaît en 1341, et est utilisé au moins jusqu'en 1361. Ce sceau est marqué par sa grande sobriété, reprenant uniquement les armes de Foix-Béarn. Au moins à partir de 1377 et jusqu'à la fin de sa vie, Fébus utilise un autre sceau plus travaillé. Celui-ci présente l'écu écartelé de Foix-Béarn par le travers, surmonté d'un cimier associant un bacinet et une tête de vache avec sa cloche en position dominante. La figure bovine représente une vache béarnaise, également présente sur les armoiries du Béarn. Selon une hypothèse soutenue par plusieurs historiens, la position dominante de la tête de la vache indique que le Béarn est une terre souveraine. Fébus conserve les armoiries de son père, malgré son mariage avec Agnès, il conserve également le registre béarnais pour son sceau et son cimier. Son identité héraldique est un héritage qu'il conserve, afin de s'inscrire dans une double grande lignée nobiliaire. Le surnom, le cri de guerre, la signature autographe ou encore la devise sont des éléments plus personnels, qu'il utilise pour exprimer sa personnalité et son ambition.

### L'homme de guerre

#### Stratégies militaires
Fébus règne durant une époque marquée par des conflits permanents, aussi il est déterminant de disposer d'une armée rapidement mobilisable et en nombre. Le comte peut mobiliser une armée d'environ 4 000 hommes et plus de 1 000 chevaux, répartis à parts égales entre Béarn et Foix. En dernier recours, une levée en masse peut également être réalisée afin de défendre l'intérieur du pays, transformant chaque habitant en combattant. Cette armée de 4 000 hommes dépasse tout ce que les autres princes du Midi peuvent lever, mais n'atteint pas les 7 000 à 10 000 hommes mobilisables par les rois de France et d'Angleterre lors des batailles de Poitiers ou Crécy par exemple. Disposant du trésor d'Orthez, Fébus possède le nerf de la guerre. Il peut payer régulièrement les soldes lui permettant de maintenir intacte sa capacité d'intervention dans le temps.
Fébus se révèle être un fin tacticien, il allie diplomatie, tactique et stratégie. Il fait tout pour utiliser sa force militaire uniquement en dernier recours, sachant qu'il vaut mieux montrer sa force que d'avoir à s'en servir. En près de 50 ans de règne, Fébus ne livre que deux grandes batailles à Launac en 1362 et Cazères en 1376 pour asseoir sa domination sur Armagnac. Il ne part également que quatre fois à la tête de son armée pour inspirer le respect à son adversaire. Sa devise Toquey si gauses illustre bien sa stratégie militaire, intimider pour éviter l'affrontement, sa réputation se construisant sur un nombre réduit d'expéditions mais toujours soigneusement préparées et victorieuses.

#### Constructions militaires

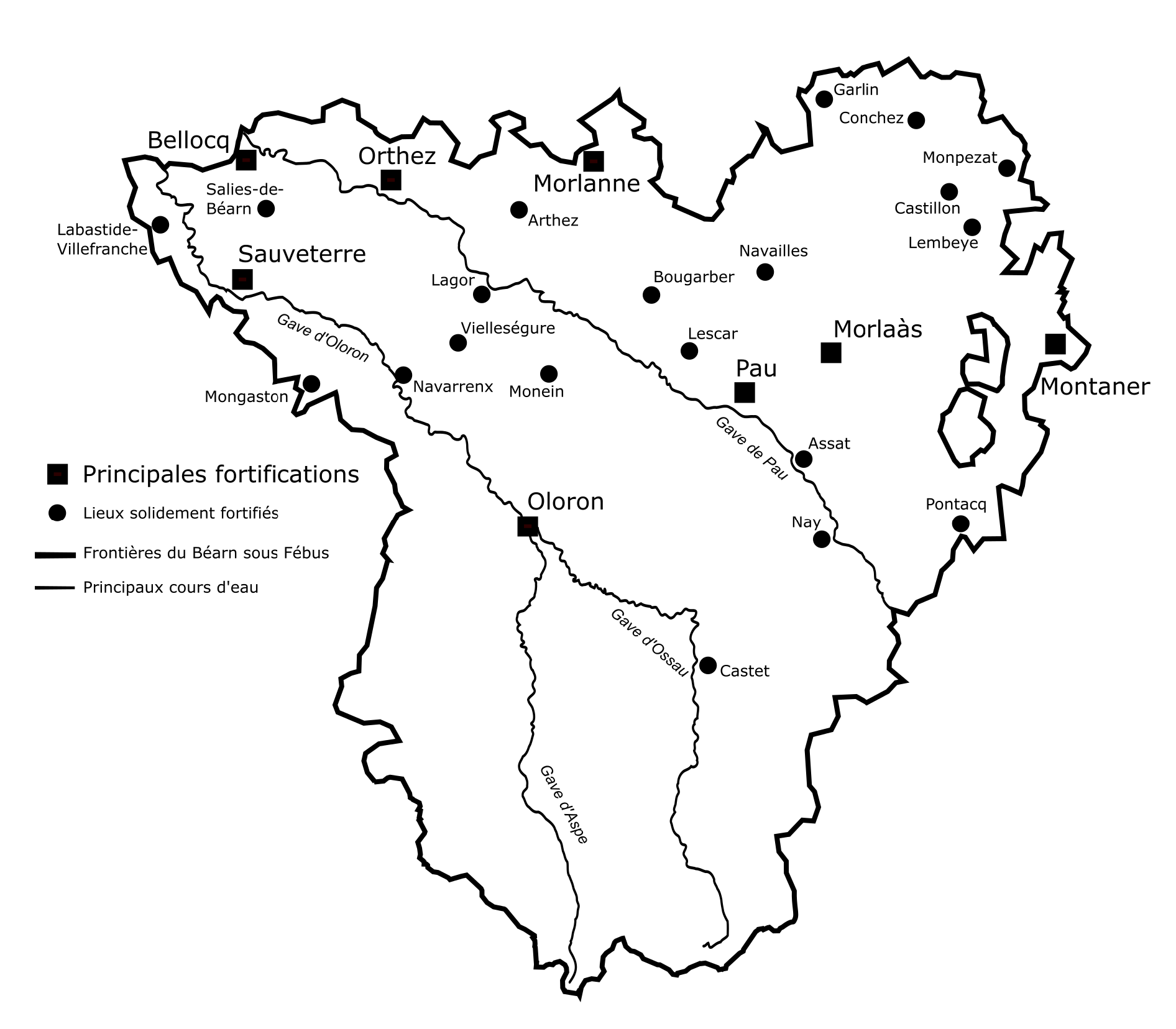
Le système défensif de Fébus en Béarn.

Outre son armée, Fébus bâtit son ambition militaire sur un système de forteresses d'une rare densité. À la fin de sa vie, le souverain contrôle une quarantaine de forteresses le long des Pyrénées, de la Soule au pays de Foix. Le passage d'un motet décrit : « Ce pays est ceint de tours qui se dressent haut dans le ciel [...] Admirable domaine du taureau. La vache mère protège ce jardin de ses cornes. Que la main de l'homme téméraire, ô mère, blessée par tes cornes, se détourne à bon endroit d'y entrer ». Ce réseau est hétéroclite, car Fébus hérite de la plupart des constructions. Il fait réaménager et consolider cet héritage, notamment entre 1372 et 1378 avec le château de Pau qui représente pour Fébus le centre de son système défensif à l'est du Béarn. Parmi les constructions réalisées sous sa supervision, Morlanne et Montaner sont les deux exemples les plus achevés. L'emploi de la brique à la place de la traditionnelle pierre de taille est l'élément le plus caractéristique des constructions fébusiennes, il s'inspire ici du palais des Rois de Majorque à Perpignan ou du château de Bellver aux Baléares, des pays dans lesquels son maître d'œuvre, Sicard de Lordat, a été formé. La brique trouve son intérêt par le gain de temps, et donc d'argent, qu'elle permet.
Les forteresses fébusiennes emploient toutes un plan polygonal enfermant une cour intérieure où se trouve le puits, elles sont réalisées au sommet d'une butte ainsi que d'une motte artificielle. L'autre caractéristique principale est la présence d'un donjon énorme, ceux de Pau et Montaner s'élevant à 40 mètres de hauteur. La forteresse de Montaner représente la pièce maîtresse du dispositif de défense voulu par Fébus. Elle présente des dimensions grandioses avec une emprise totale de 5 à 6 hectares et l'utilisation d'environ 1 700 000 briques uniquement pour ses contreforts. À la jonction du Béarn, de la Bigorre et de l'Armagnac, Fébus veut avec Montaner un palais-forteresse assurant une fonction militaire mais aussi un cadre princier, symbole de la réunion de la principauté souveraine qu'il rêve d'établir entre Foix et Béarn.

Les constructions fébusiennes (sélection).
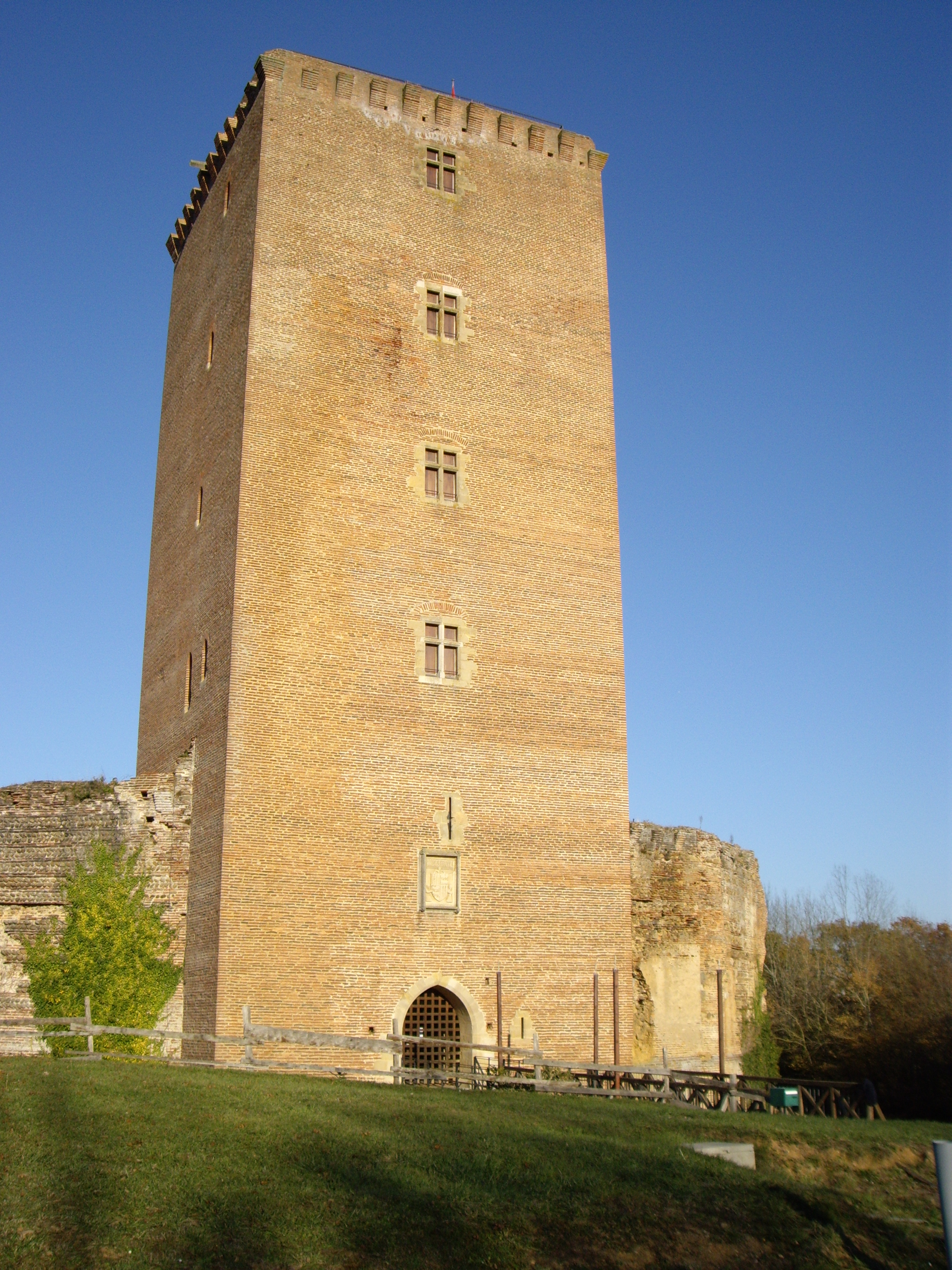
La tour du château de Montaner.
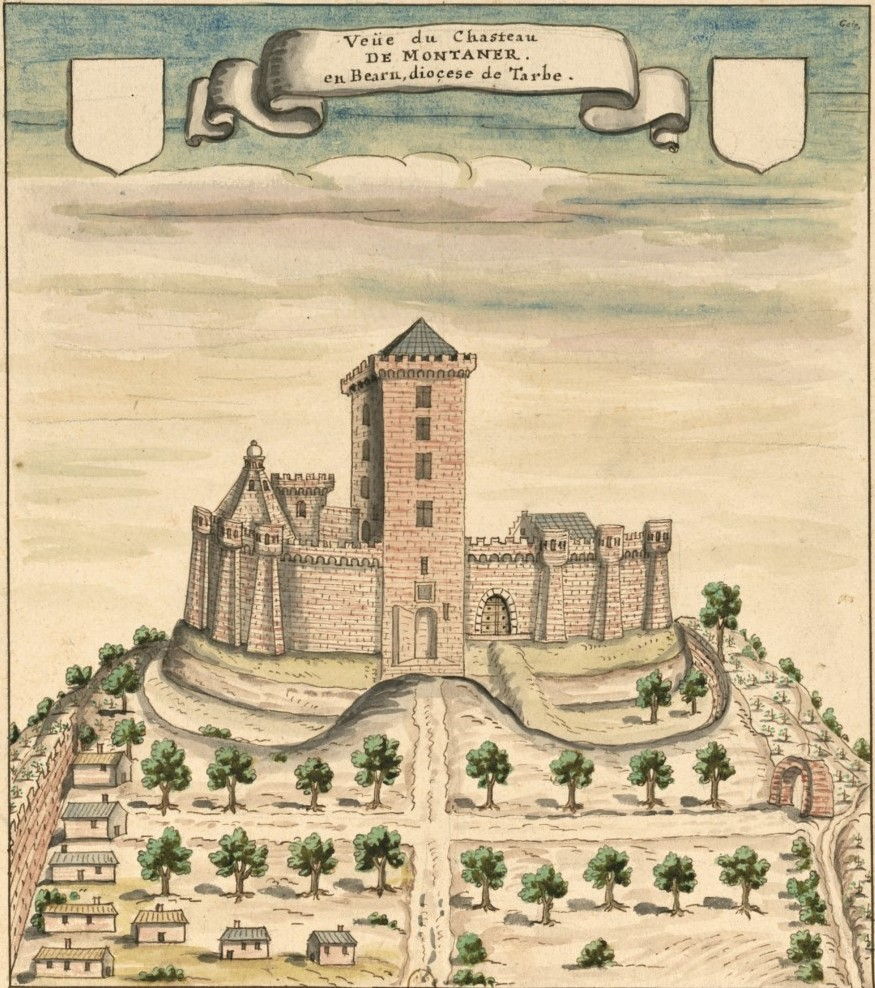
Le château de Montaner sous Fébus.
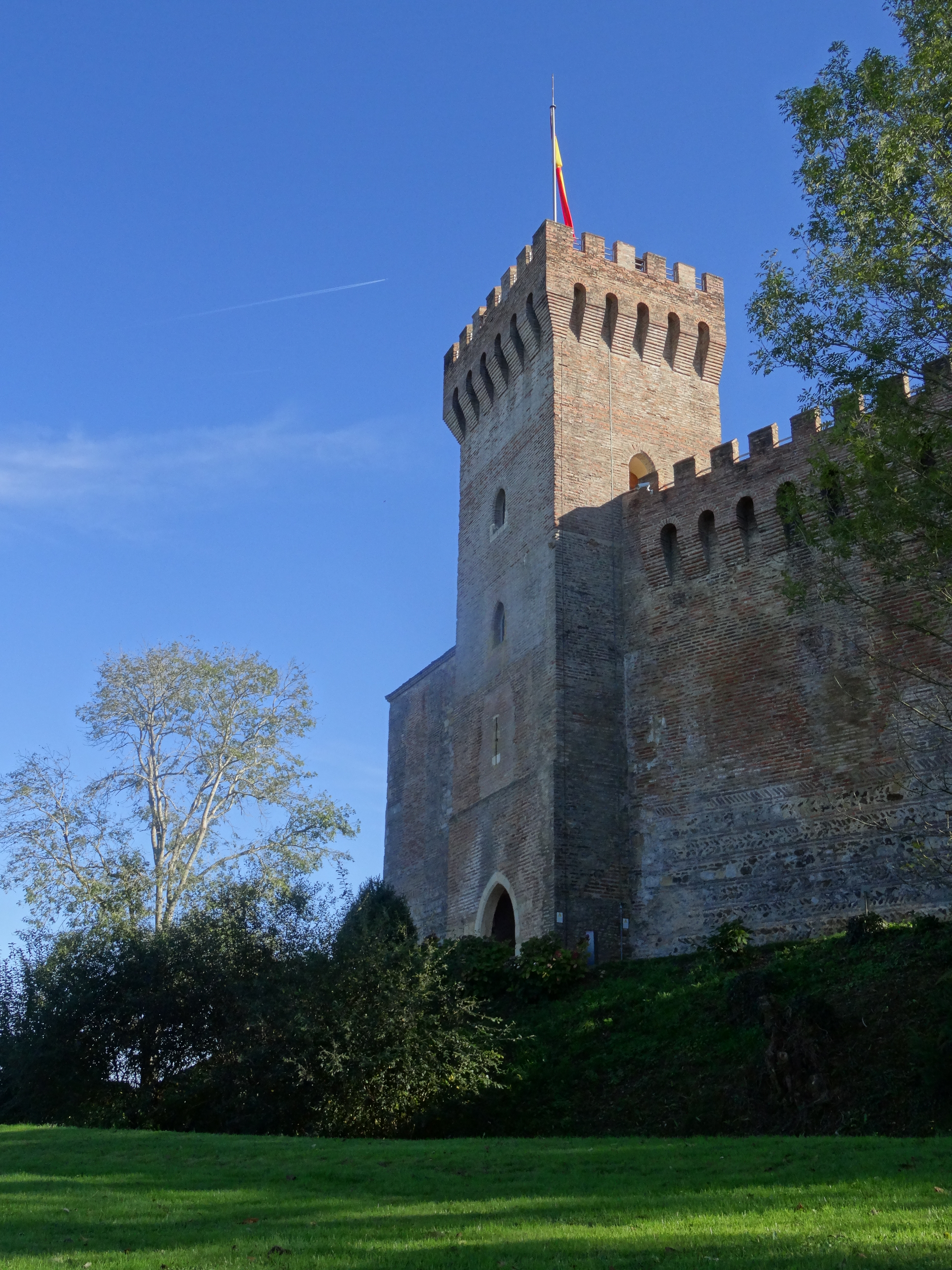
Le château de Morlanne.
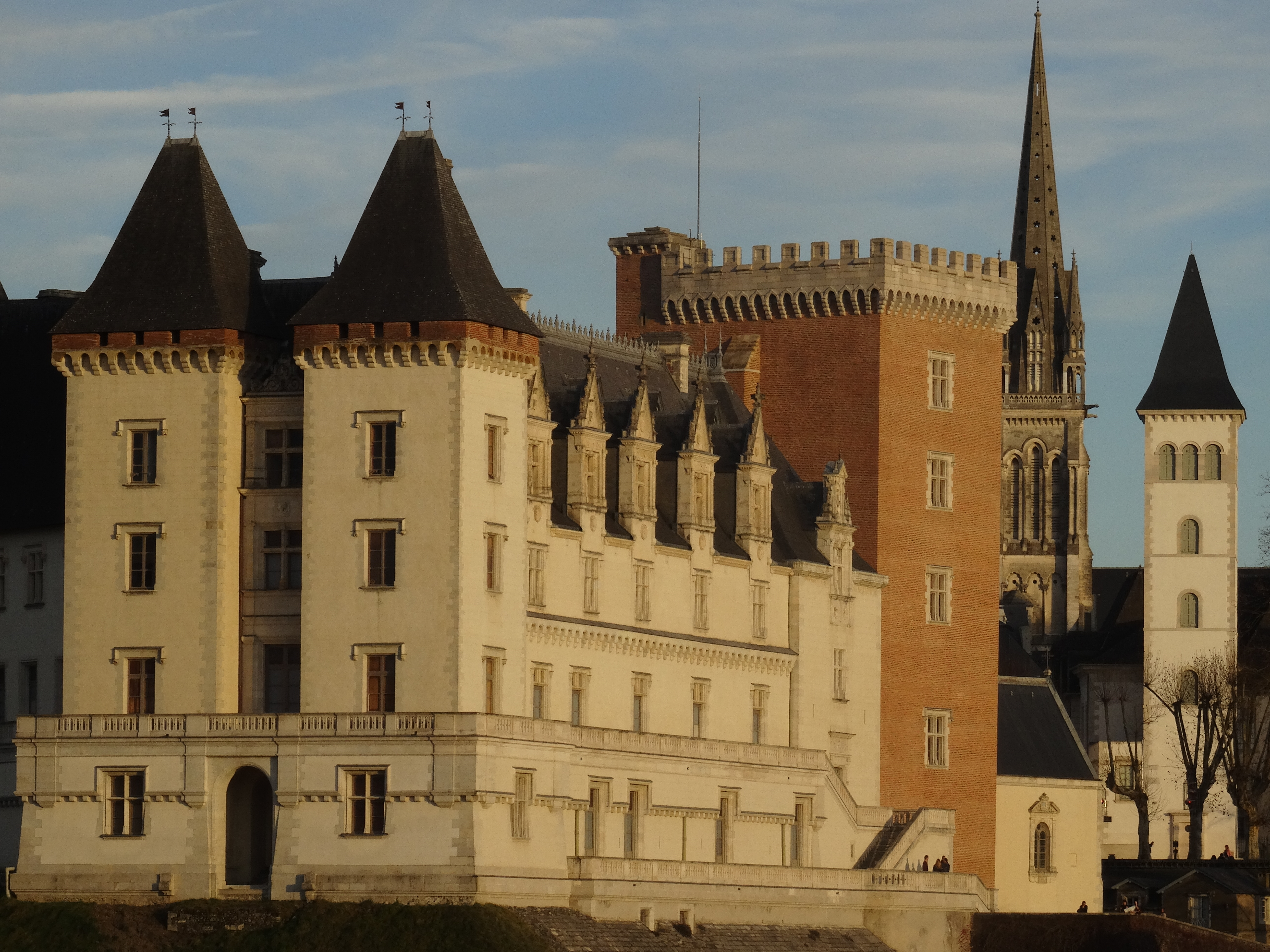
Le château de Pau.
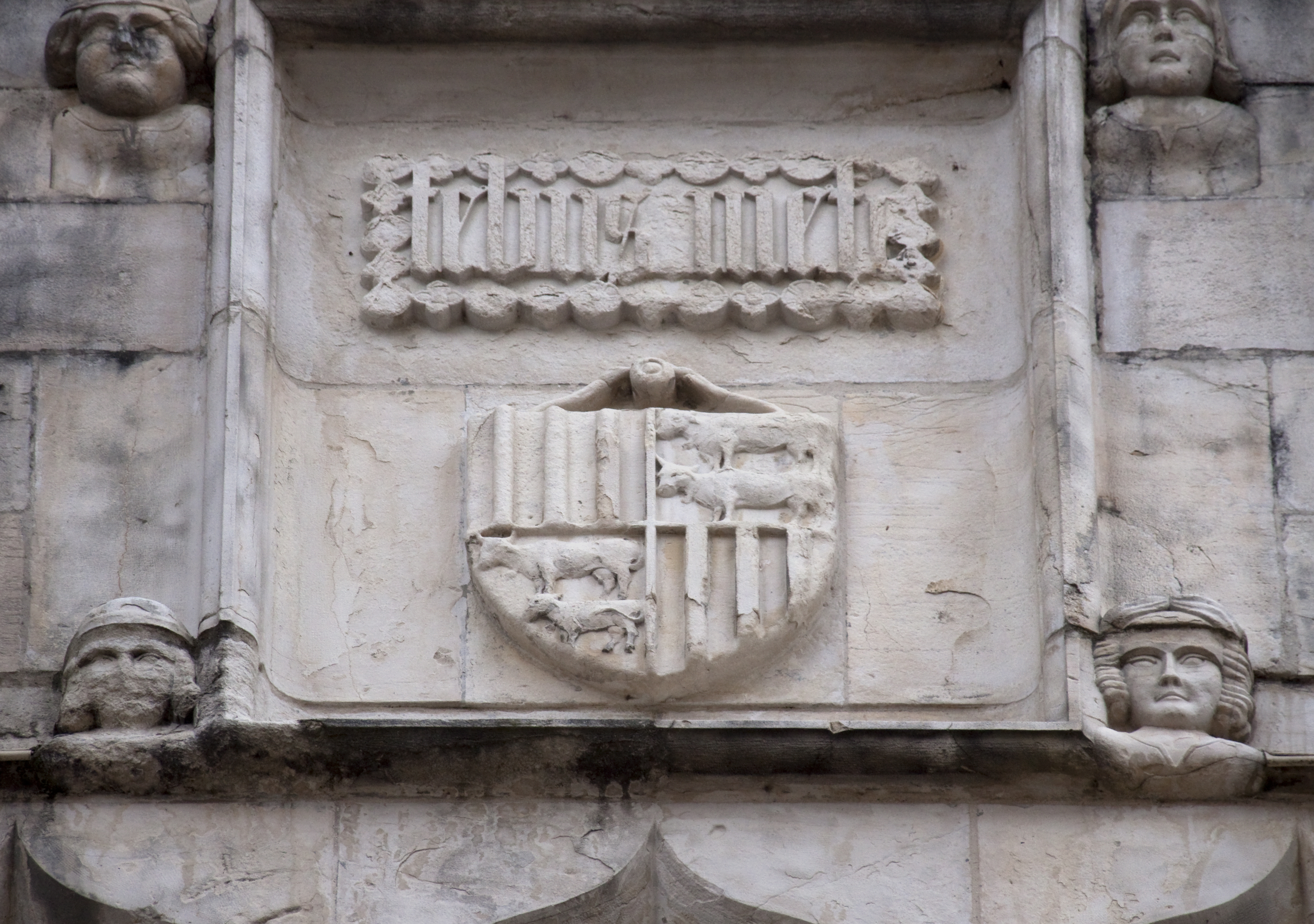
L'inscription Febus me fe au château de Pau.
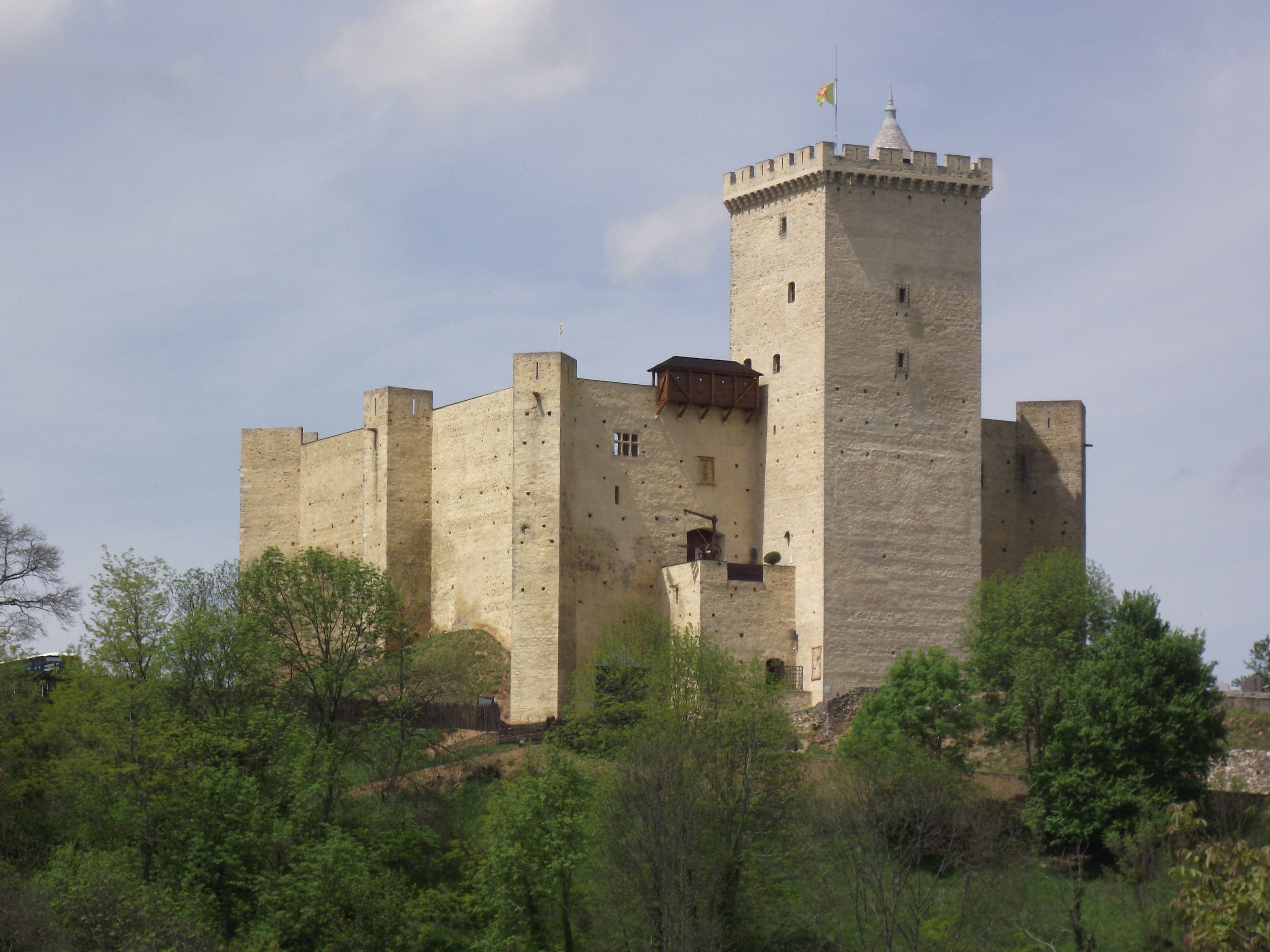
Le château de Mauvezin[16].
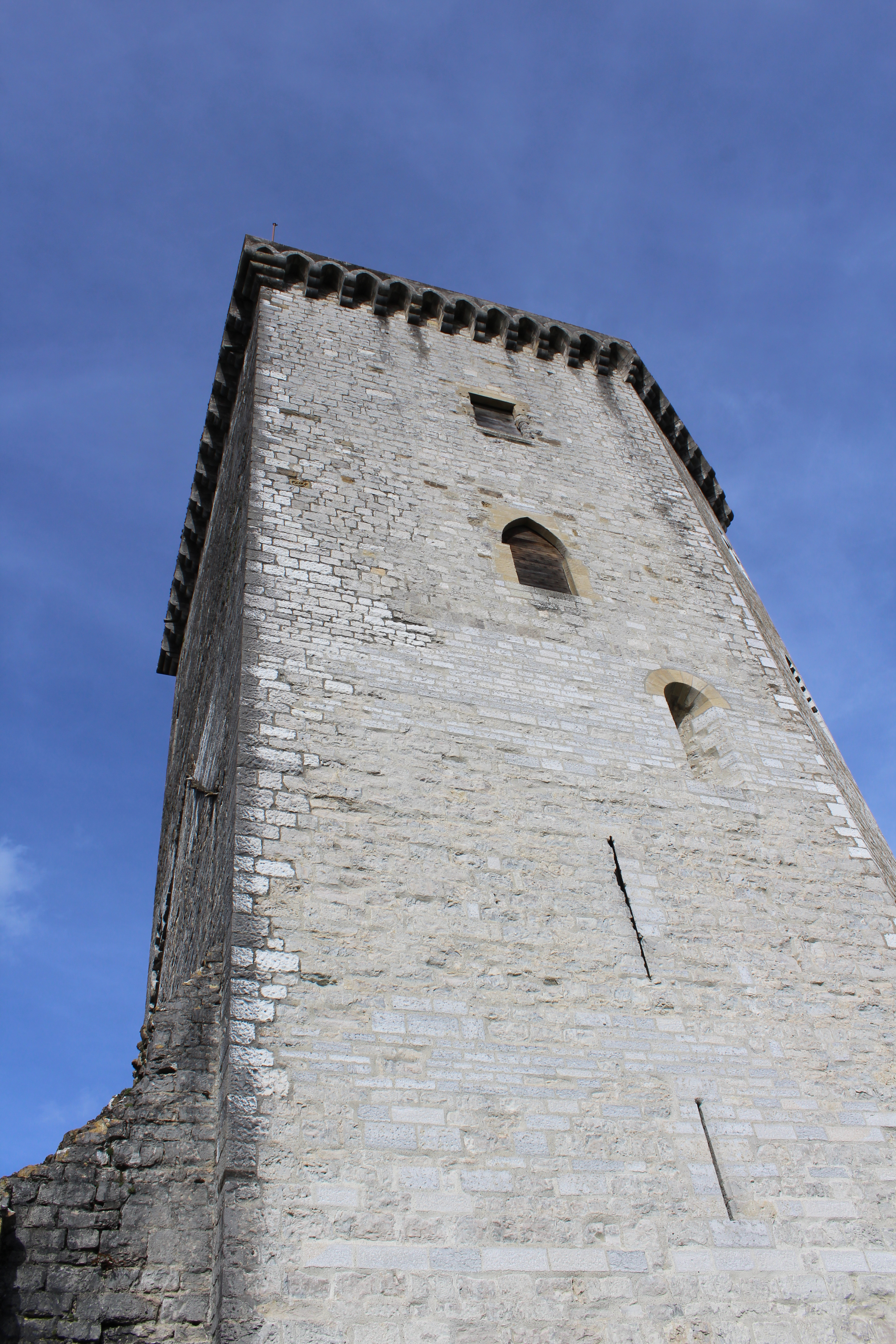
Tour du Château de Moncade, Orthez.

### L'administrateur

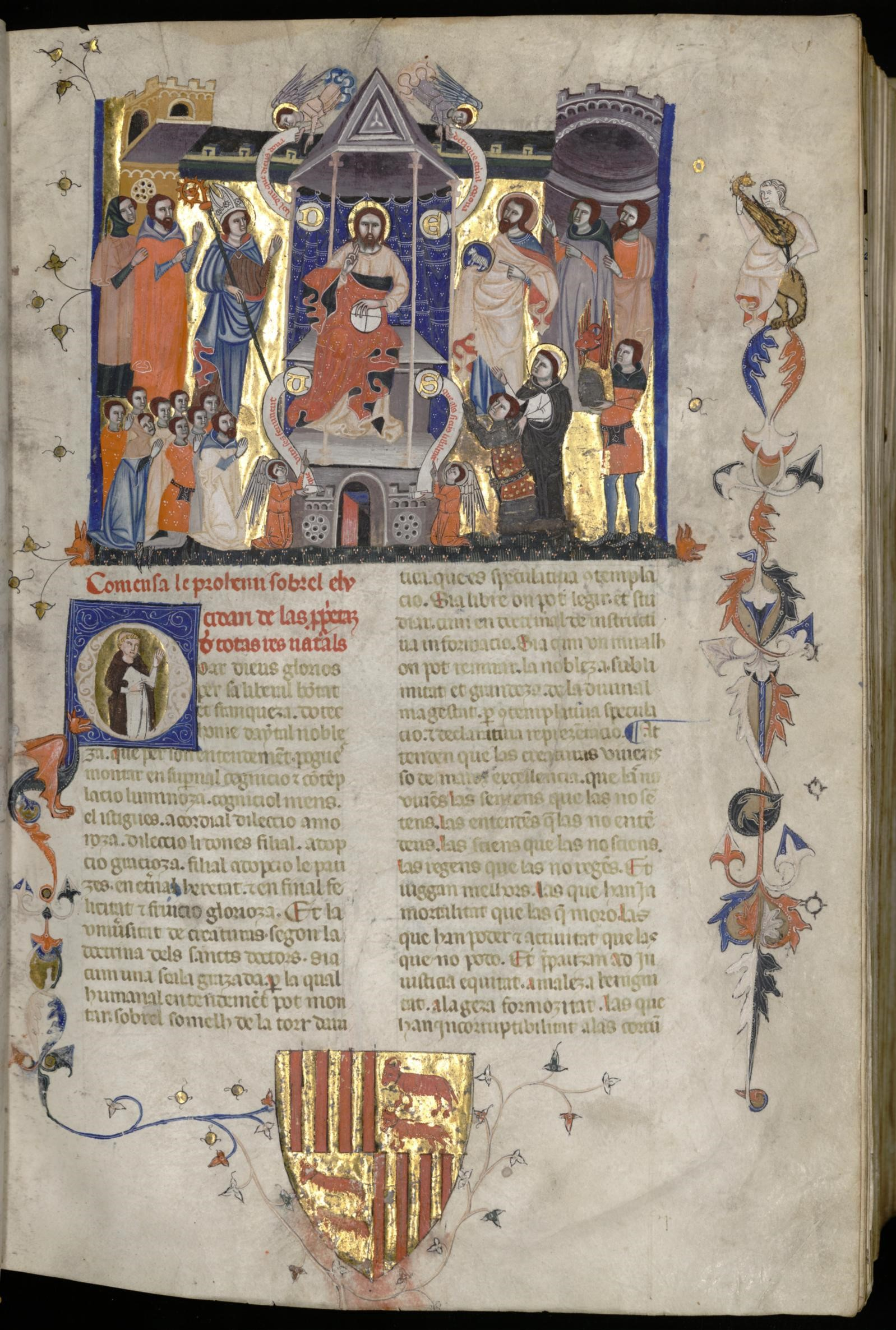
Fébus se fait traduire en langue d'oc plusieurs ouvrages, dont le Livre des propriétés des choses de Barthélemy l'Anglais, BSG, ms. 1029,.

Ambitieux à la guerre comme en politique, Fébus doit se constituer un trésor important pour réaliser ses projets. L'argent est le nerf de la guerre, il permet de négocier des alliances, monter une armée et globalement dominer ses adversaires. Outre l'argent venant de ses victoires militaires, par le biais des rançons, Fébus met au point un système de collecte afin de tirer le maximum de ses territoires. Dès 1365, le comte fait réaliser une « réformation » pour enquêter, lieu par lieu, sur toutes les redevances perçues, en nature ou en argent. En Béarn, Fébus réforme l'administration domaniale, notamment sur le fait des forêts et montagnes, il institue également des péages, comme sur le pont d'Orthez. En pays de Foix, il s'intéresse notamment aux revenus industriels. Fébus fait aussi frapper des florins en or aux ateliers de Morlaàs afin d'ouvrir plus largement le Béarn au commerce aquitain et ibérique. Ces revenus importants ne sont néanmoins pas suffisants pour les projets de Fébus, surtout après son refus de prêter hommage au Prince Noir en 1364. Dès 1367, le fouage est prélevé : il s'agit d'un impôt direct forfaitaire de 2 francs que chaque chef de famille doit payer annuellement. Le fouage se base sur le feu fiscal (« foecs »), l'administration fébusienne doit donc recenser régulièrement le nombre de feux par communauté. De ces enquêtes, il reste notamment celles concernant le Béarn en 1385 et le pays de Foix, l'Albigeois et le Lautrécois en 1390. Le fogadger est chargé de collecter cet impôt, qui est ensuite centralisé avec toutes les autres taxes au château de Moncade.
Fébus est d'une rigueur extrême en matière de paiement du fouage, n'hésitant pas à emprisonner jurats et procureurs au moindre retard d'une communauté. Outre le fouage, il se montre inventif pour tirer le maximum d'argent de ses domaines. Il crée par exemple un impôt en 1380 sur les plus-values réalisées dans l'année (nommé creix), il passe également des arrangements avec les cagots. Les amendes judiciaires représentent une source de revenu importante ; Fébus préfère cette peine à toute autre, car toute exécution sommaire revient à faire disparaître un contribuable potentiel. Dans ses chroniques, Froissart s'émerveille que les assujettis payent aussi volontiers leurs impôts. La paix exceptionnelle dont bénéficie le territoire de Fébus à cette époque n'est pas étrangère à ce constat. Le comte accroît également sa fortune par de multiples prêts qu'il consent auprès d'autres seigneurs ; cette stratégie lui permet aussi de conforter voire d'élargir son emprise politique. Si le seigneur du Béarn est un virtuose en matière de rentrées d'argent, il l'est aussi pour le conserver. Fébus est décrit comme « près de ses sous ». Froissart écrit à propos du comte et de l'argent : « Oncques (jamais) fol outrage ni folle largesse n'aima ; et il voulait savoir tous les mois ce que le sien devenait ». Fébus économise surtout sur sa vie privée quotidienne, il ne lésine par contre jamais lorsqu'il a besoin de richesses pour s'assurer puissance et gloire, en particulier dans le domaine militaire.

### Le chasseur

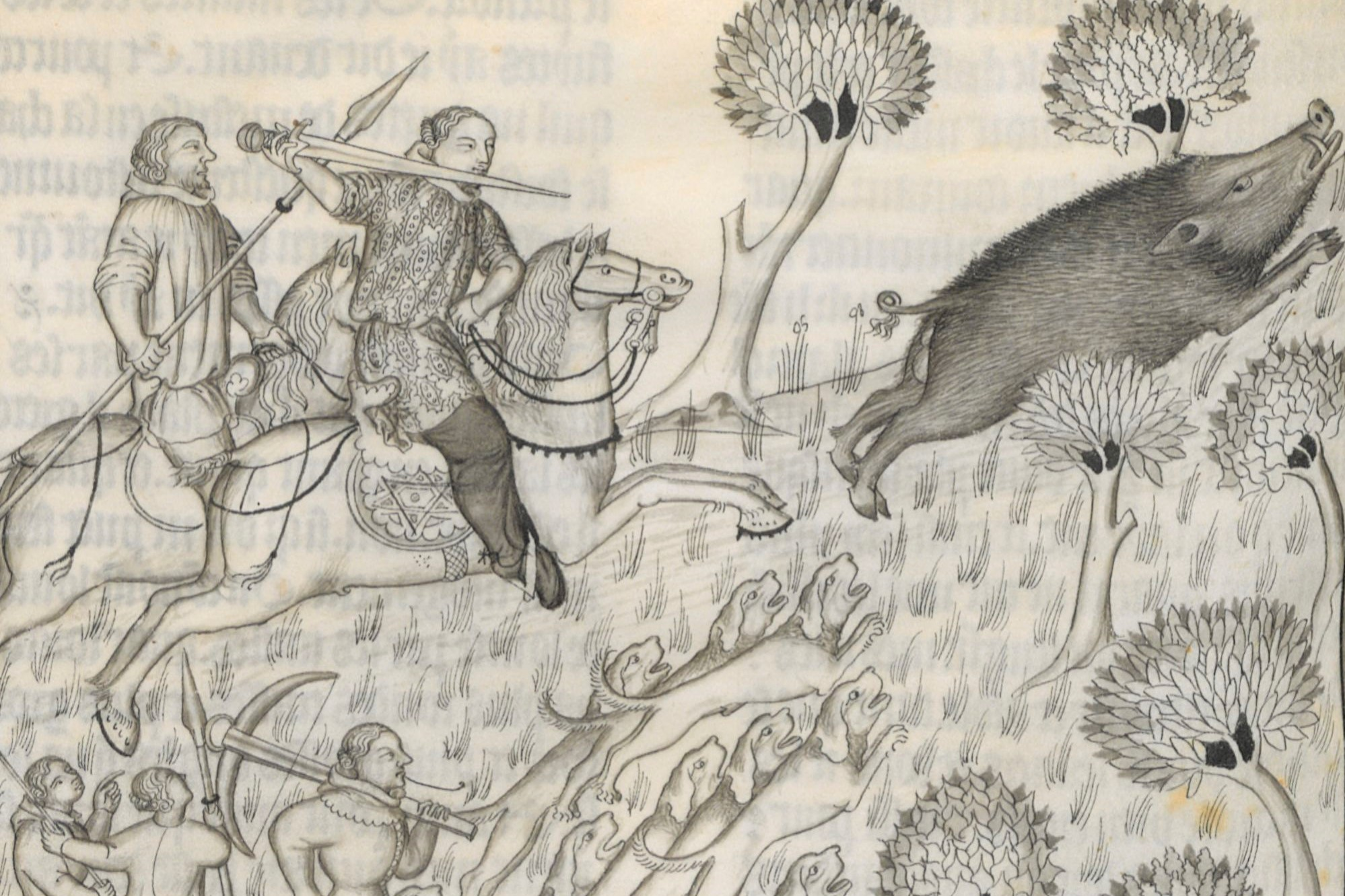
Fébus chassant le sanglier. Livre de chasse, vers 1390, Paris, BnF, Fr.619,.

En dehors de son assidu travail de prince, Fébus voue une passion pour la chasse et les chiens qui l'y accompagnent, il est considéré comme l'un des plus grands chasseurs de son temps. L'abbé de Moissac écrit : « Il se passionnait pour la chasse et possédait mille chiens de chasse ». La chasse est omniprésente dans l'univers quotidien du comte, le château de Moncade est entouré d'un parc aux cerfs et aux daims, tandis que la grande salle est décorée de peintures animales, et sans doute de trophées de chasse. Dès 1344, alors âgé de 13 ans, les archives signalent qu'Aliénor reçoit seule les hommages des délégués de Josbaig car le jeune Gaston est retenu à la chasse. La chasse ainsi que les chiens font partie des échanges de bonnes relations entre Fébus et ses voisins souverains. Jean Ier d'Aragon et le Prince Noir demandent par exemple des conseils à Fébus sur sa science de la chasse. À partir de 1387, Gaston consacre à la chasse tous ses moments de liberté. En parallèle, il dicte à ses secrétaires son Livre de chasse, y consacrant une bonne partie de ses nuits orthéziennes jusqu'en 1390. L'ouvrage, écrit en français, occupe une place à part dans la littérature cynégétique médiévale, sa clarté ainsi que sa technicité lui offrent un succès immédiat, tandis que le naturaliste Buffon l'utilise encore à la fin du XVIIIe siècle. Dans son livre, Fébus avance plusieurs arguments pour expliquer sa passion pour la chasse : elle prépare à la guerre, assure une meilleure santé, permet de communier avec la nature et ouvre les portes du paradis.

### L'écrivain

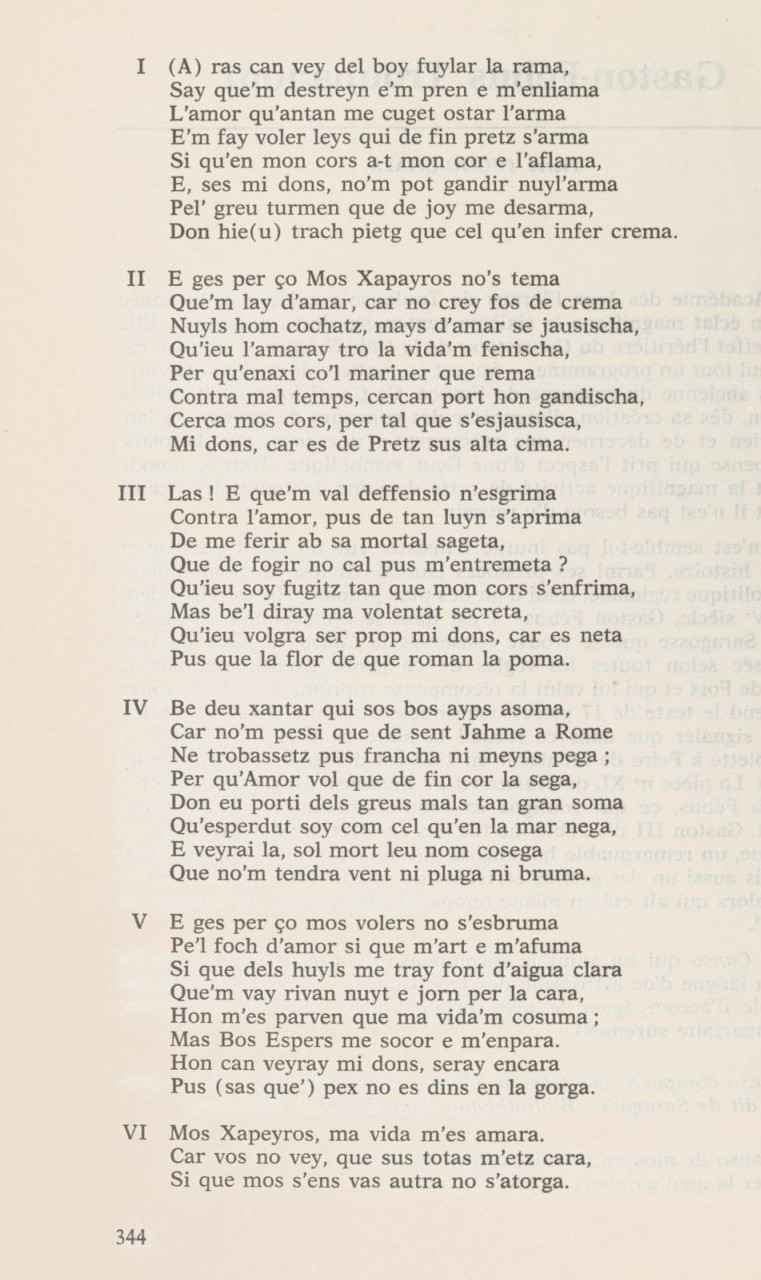
La canso écrite par Fébus qui lui permet de remporter le Consistoire de la Gaie Science, ancêtre de l'Académie des jeux floraux. Traduction

Fébus fait preuve d'un véritable talent d'homme de lettres, il surpasse en ce sens l'ensemble des rois et princes de son temps en Occident. Il se montre capable de composer des poésies (cansos), de la littérature religieuse (le Livre des oraisons), un ouvrage scientifique (le Livre de chasse), tout en maniant la langue d'oc, le latin et le français,. Né et élevé à Orthez, la langue maternelle de Fébus est le béarnais, il est également capable de manier d'autres parlers d'oc comme le gascon commingeois ou le languedocien de Foix. Le béarnais reste sa langue du quotidien, celle du cœur et de l'émotion. Fébus maîtrise également la langue d'oc écrite, codifiée et unifiée par les troubadours. C'est dans cette langue qu'il rédige ses cansos, une seule ayant été sauvée du temps. Cette canso, probablement écrite par un Gaston âgé d'environ 20 ans, aborde le thème classique de la plainte d'un amant qui brûle pour une dame inaccessible. Selon la tradition, Fébus serait l'auteur du chant Se Canti, véritable hymne pyrénéen répandu dans toute l'Occitanie et qui pourrait donc être une autre canso ayant survécu au temps.
Outre son Livre de chasse, il rédige un Livre des oraisons, recueil de 37 prières dont les trois premières sont en latin, et les autres en français. Fébus s'adresse directement à Dieu, s'effrayant de sa vie de péché mais faisant preuve d'une absolue confiance en la miséricorde divine. L'hypothèse la plus répandue veut que le Livre des oraisons soit consécutif au drame d'Orthez. Claudine Pailhès dans son Gaston Fébus, le prince et le diable estime plutôt que ce recueil serait le fruit d'une crise due à un « péché de chair », selon les mots de Fébus. Outre ses talents d'auteur, Fébus se constitue une riche bibliothèque à Orthez. Il collectionne les ouvrages avec des traductions en langue d'oc de l'Elucidari de Barthélemy l'Anglais et de la Chirurgie d'Abu Al-Qasim, mais aussi des adaptations d'Ovide, de Pline, de Valère Maxime, le Speculum Majus de Vincent de Beauvais ou encore le Livre des merveilles de Marco Polo.

## Postérité

### Par ses contemporains

#### Dans les chroniques

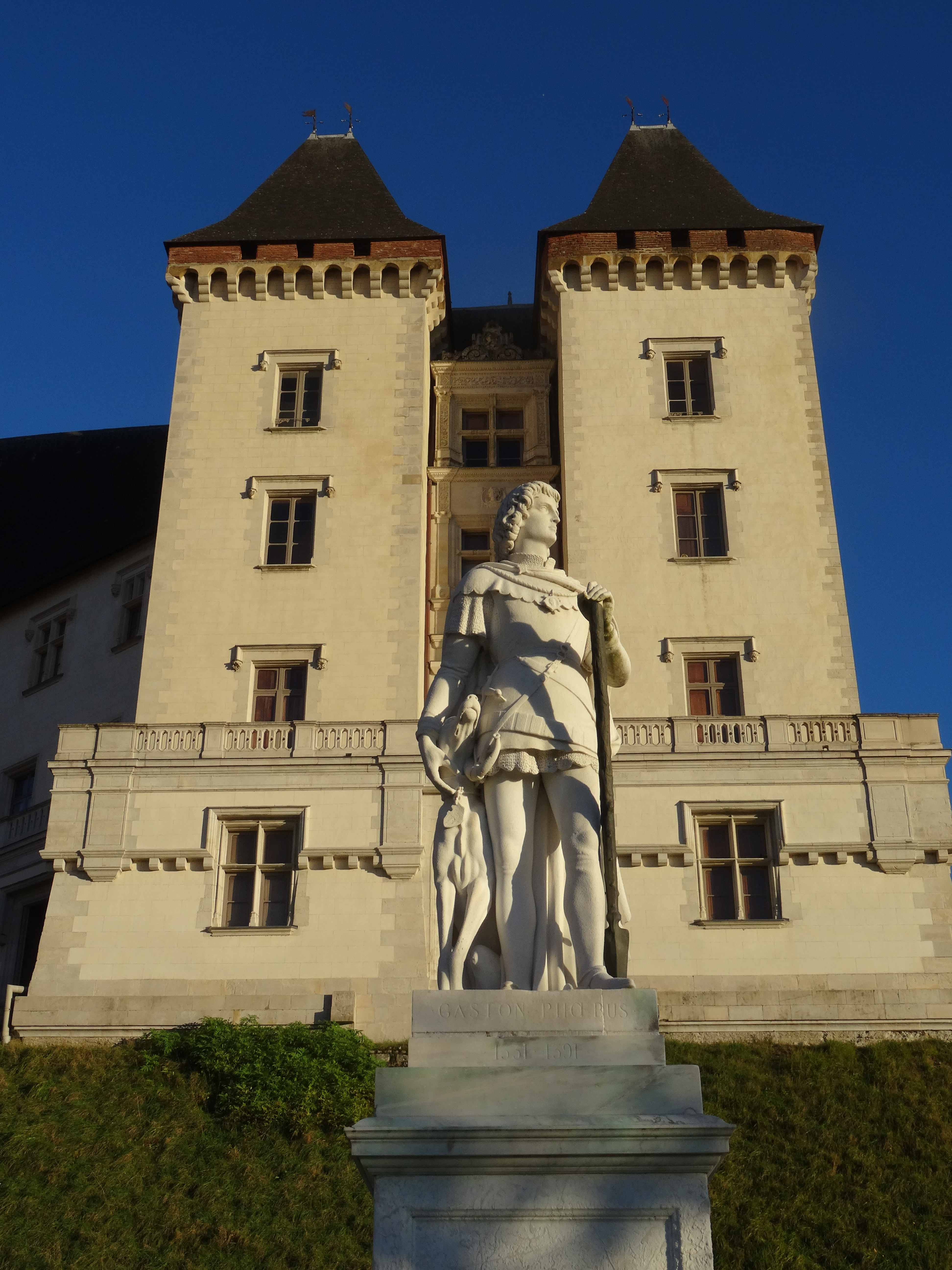
La statue de Fébus devant le château de Pau.

L'œuvre politique, diplomatique et militaire de Gaston III lui permet d'occuper une place spéciale dans l'histoire pyrénéenne. Mais il n'aurait pas atteint un tel niveau de renommée sans ses qualités de communicant mais aussi par l'impact de plusieurs chroniqueurs de son temps célébrant sa personne. Le premier de ces auteurs est Honorat Bovet dont une chronique originale, perdue, sert Michel du Bernis au XVe siècle lorsqu'il écrit son propre texte. La gloire posthume de Fébus doit pour beaucoup aux Chroniques de Jean Froissart, qui bénéficie de l'aura de son sujet d'étude. Intitulée Voyage en Béarn et intégrée au livre III des Chroniques, l'œuvre de Froissart représente sa réussite la plus brillante, « un des sommets de la littérature du Moyen Âge ». Il parcourt l'Europe entre 1370 et 1400, enquêtant, interrogeant princes, seigneurs et chevaliers. Surtout actif dans le nord de la France, Froissard profite d'une période de paix en Picardie et Flandre pour rendre visite à Fébus. Il séjourne à l'hôtel de la Lune d'Orthez du 22 novembre 1388 jusqu'à la fin du mois de mars 1389,. Le chroniqueur brosse un portrait élogieux de Fébus, qui représente à ses yeux le prince chevalier idéal. Son récit est parsemé de scènes dramatiques, humoristiques, brillantes ou fantastiques, se transformant dans les siècles suivants en contes populaires et légendaires, permettant de maintenir vivante l'image de Fébus.

« J'ai vu bien des chevaliers, des rois, des princes. Mais jamais je n'en vis qui fut de si magnifique stature et de si merveilleuse prestance. Son visage était très beau, coloré et rieur. Ses yeux étaient verts et amoureux. En toutes choses il était parfait. Il aimait ce qu'il devait aimer, haïssait ce qu'il devait haïr. Il était aimable et accessible à toutes gens et il leur parlait doucement et amoureusement. Mais dans son courroux nul n'avait pardon. »

— Jean Froissart
Jean Jouvenel des Ursins et Jean Cabaret d'Orville écrivent eux aussi des chroniques sur la vie de Fébus, grâce à plusieurs témoins l'ayant côtoyé. Chacun brosse un portrait élogieux du prince, le décrivant comme un seigneur accueillant, puissant, très bien informé, avec une vigueur physique peu commune et dont on gagnait à prendre conseil. Seul Aymeric de Peyrac, abbé de Moissac, apporte une note discordante dans sa Chronique. Il présente un Fébus qui mène des guerres sanglantes, riche d'un argent qu'il a dépensé pour sa gloire. Si Aymeric de Peyrac utilise des témoignages de première main, l'abbé de Moissac est issu de la mouvance d'Armagnac, tandis que Fébus a été notoirement peu généreux avec l'Église durant sa vie, ceci pouvant expliquer l'avis plutôt négatif de l'abbé.

#### Dans les poèmes et la musique

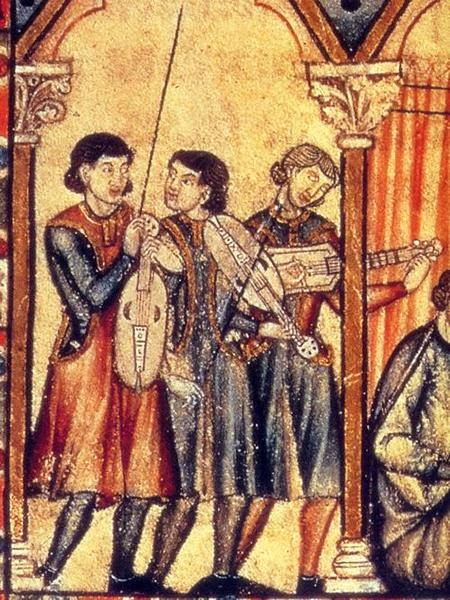
Les troubadours occupent une place particulière à la cour d'Orthez. Cantigas de Santa María, vers 1280, bibliothèque de l'Escorial, Ms.T.I.1,.

La cour de Fébus tient un rang important dans l'élite culturelle occidentale, aux côtés des cours d'Avignon et d'Aragon. Fébus aime la musique et sa cour représente l'un des creusets de la recherche musicale du XIVe siècle. Les musiciens entretenus et accueillis par Fébus écrivent un bon nombre de pièces en l'honneur du comte, participant à la propagation de sa gloire. Troubadours – qui sont des poètes de langue d'oc –, ménestrels, nommés joglars en occitan, et chantres-compositeurs sont accueillis, avec une importance particulière pour les troubadours, comme dans toutes les cours méridionales de l'époque. Les troubadours Peyre de Rius, Arnaud d'Antiis et Andreu Gasco, les ménestrels Johan Parenti, Johan de Sent Diger et Fehez de Balba sont quelques-uns des artistes accueillis à sa cour.
Le Codex Chantilly regroupe quelques motets composés à la gloire de Gaston III et parfois du Béarn, ils reprennent les codes de l'ars nova avec une forte symbolique, souvent héraldique, des comparaisons à la mythologie et des références à des faits contemporains. Le musicien médiéval Trebor écrit par exemple : « Si Jules César, Roland et le roi Arthur furent pour leurs conquêtes renommés au monde, et Yvain, Lancelot, Tristan et Darius eurent pour leur adresse louange, estime et faconde, aujourd'hui luit et en armés tous ceuronde celui qui pour renom et noble destin « Febus avant » en son enseigne porte. ». D'autres formes poétiques, dissociées de la musique, existent au XIVe siècle comme les dits, les pastourelles et les cansos des troubadours. Froissart met en scène plusieurs fois Fébus dans des pastourelles, ainsi que dans le Dit du Florin, il apparaît aussi dans la Vesió de Bernat de So tout comme dans Les Contes de Canterbury de Geoffrey Chaucer.

### A posteriori

#### Dans les études historiques

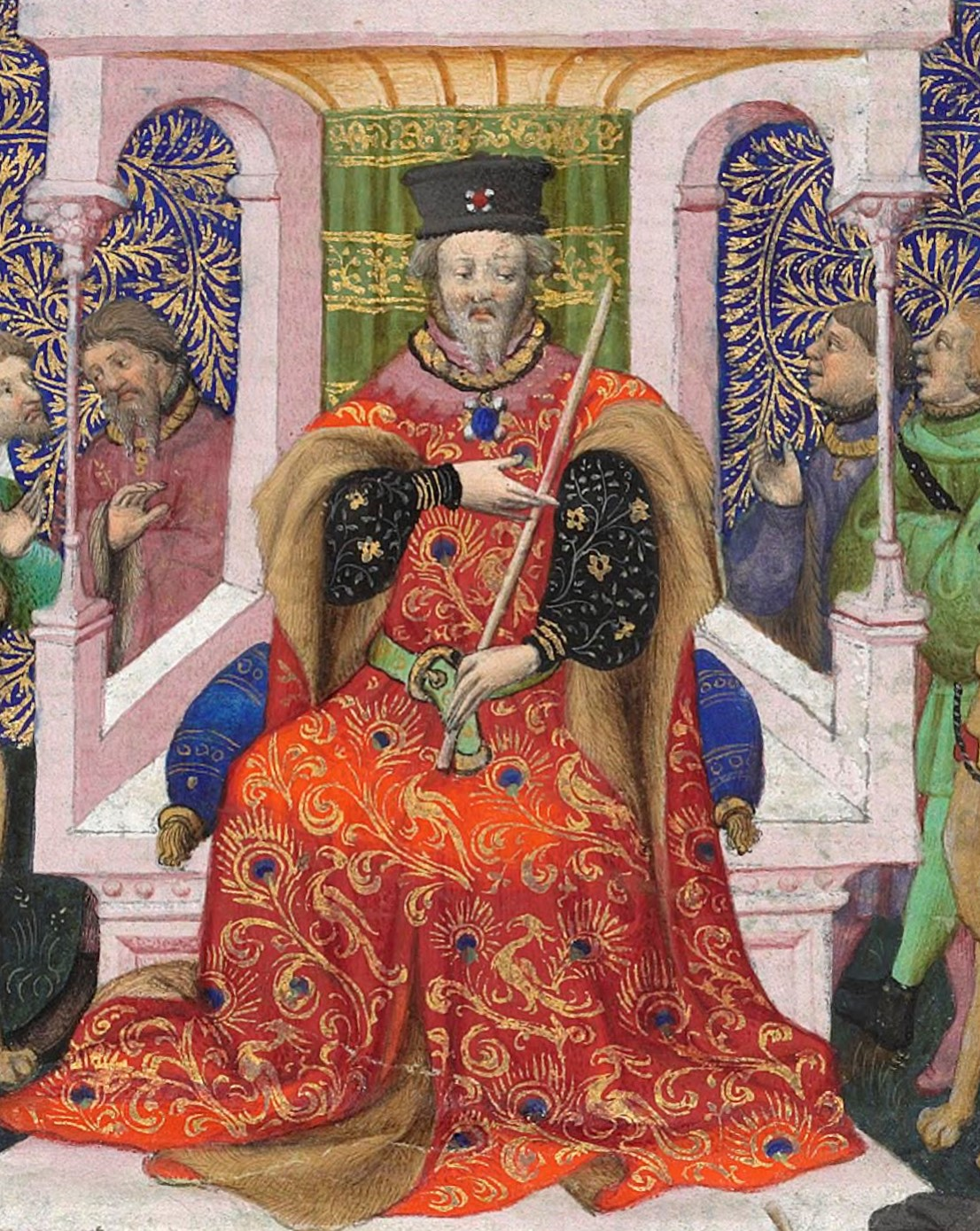
Fébus trône « en majesté » entouré de ses veneurs, miniature du Maître des Adelphes, vers 1407, Livre de chasse, BnF, Fr.616,.

De la fin du XIVe siècle au début du XVIIe siècle, Fébus reste présent dans les chroniques retraçant l'histoire méridionale, mais il est complètement oublié ailleurs. Il reste uniquement présent dans les milieux aristocratiques grâce à son Livre de chasse. La gloire fébusienne tend à devenir confidentielle, la figure d'Henri IV participant à cette éclipse. Ce n'est qu'à partir du milieu du XIXe siècle que le changement décisif se produit, avec la réhabilitation croissante du Moyen Âge, auparavant vu comme un temps barbare. Cette période revêt alors les vertus du romantisme, et le récit fait notamment par Froissart permet à Fébus d'attirer l'attention d'un large public. Ce renouveau d'intérêt concerne hommes de lettres, érudits, ou encore promoteurs de la langue béarnaise. Les historiens s'emparent aussi du sujet, Hippolyte Gaucheraud fait imprimer en 1834 Histoire des comtes de Foix de la première race, Gaston III dit Phœbus, l'archiviste Paul Raymond repère et publie des documents liés à Fébus aux archives du département des Basses-Pyrénées. Au XXe siècle, Raymond Ritter dévoile de nouveaux pans de la personnalité de Fébus grâce à ses travaux sur les forteresses médiévales, tandis que le chanoine Laborde donne de nouveaux éléments dans son Précis d'histoire du Béarn en 1943.
Pierre Tucoo-Chala écrit plusieurs ouvrages sur Fébus, dont sa thèse Gaston Fébus et la Vicomté de Béarn (1343-1391) en 1959, son ouvrage Gaston Fébus, un grand prince d'Occident au XIVe siècle en 1976 puis Gaston Fébus, prince des Pyrénées (1331-1391) en 1991. Ses recherches étalées sur un demi-siècle jouent pour beaucoup dans la diffusion de ce personnage auprès du grand public. Il interroge les récits et légendes associées à Fébus, reconstitue le fil des archives, décrypte les œuvres littéraires du comte pour établir une biographie qui fait office de référence. Pierre Tucoo-Chala utilise le titre de prince pour évoquer Fébus. L'accession du Béarn au rang de souveraineté, la place qu'il occupe auprès des rois et ducs de son époque font de lui bien plus qu'un comte ou un vicomte. L'éclairage porté à la vie de ce prince permet de le situer au creuset des mentalités du XIVe siècle où se mêlent féodalité et prémices de la Renaissance. Directrice des archives départementales de l'Ariège, Claudine Pailhès poursuit l'œuvre biographique autour de Fébus. En 2007, elle publie Gaston Fébus : Le Prince et le Diable ; son étude se conclut par ces mots : « La gloire de Fébus s'entrelace de cette noirceur autant que de la brillance qu'il a donnée à sa cour. Un autre homme fut-il en son temps plus célébré que le comte Fébus ? ».

#### Dans la culture populaire

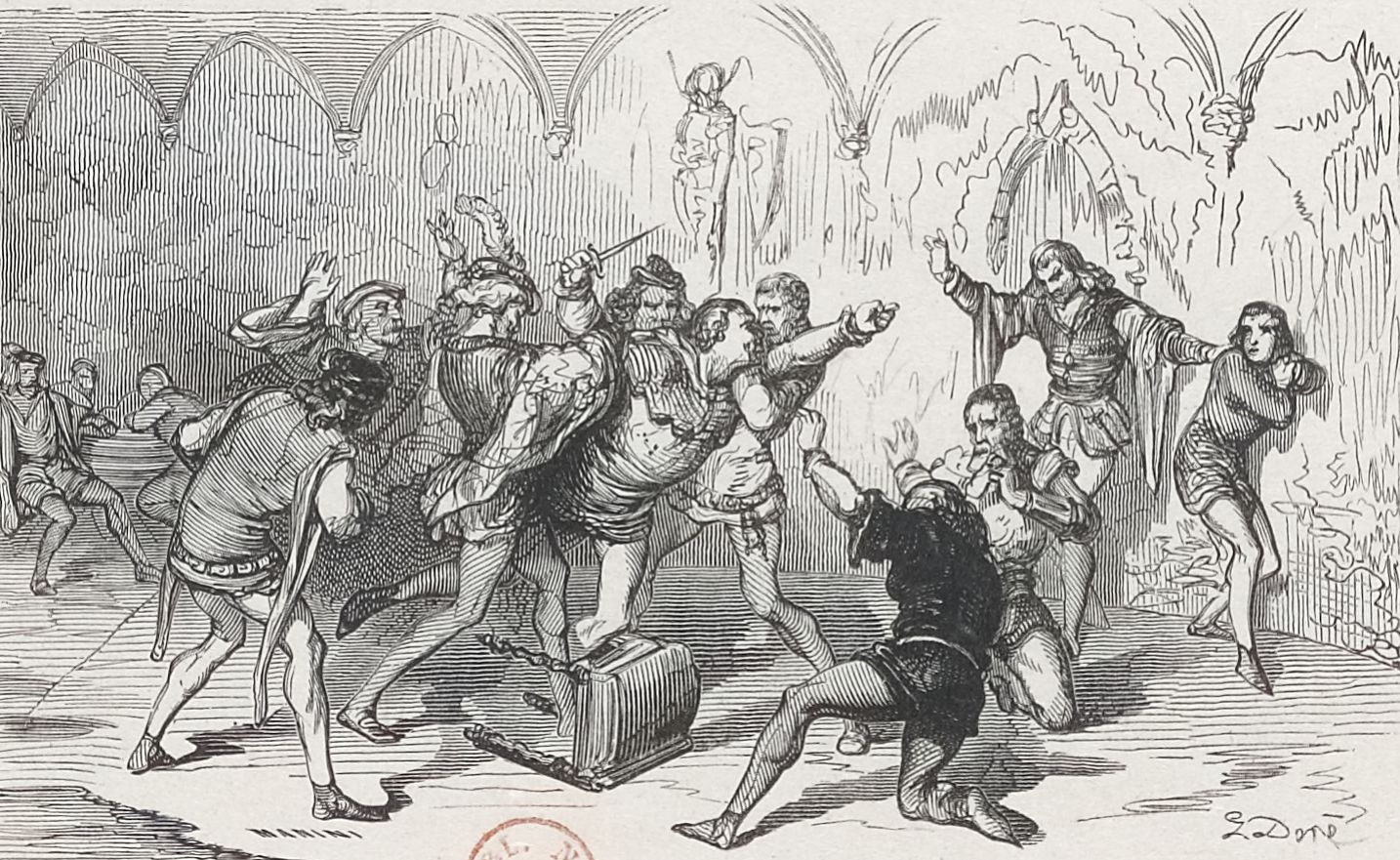
Fébus tentant d'assassiner son fils, Gustave Doré d'après le récit de Froissart, Voyage aux Pyrénées, Hippolyte Taine, 1860.

La figure de Fébus s'illustre également dans la culture populaire, et ce dès le milieu du XIXe siècle avec la publication de plusieurs récits littéraires. En 1839, Alexandre Dumas publie un long récit prenant Fébus comme personnage central, à la suite de son roman Acté. Ce texte s'intitule Monseigneur Phœbus, chronique dans laquelle est racontée l'histoire du démon familier du sire de Corase, il met en scène quelques événements liés à la vie du comte, dont le drame d'Orthez, l'histoire du démon familier du seigneur de Coarraze, la bataille d'Aljubarrota et une version fantastique de la mort de Fébus. Dumas s'inspire principalement des Chroniques de Froissart, mais aussi des œuvres de Fébus, ses Pastourelles et son Livre de chasse. Monseigneur Gaston-Phœbus passe longtemps inaperçu, jamais il ne fait l'objet d'une édition indépendante avec une couverture portant son titre tandis que la plupart des éditions des œuvres complètes de Dumas l'ignorent complètement. Ce n'est qu'en 2000 que Pierre Tucoo-Chala tire l'œuvre de l'oubli en publiant une première édition indépendante chez Atlantica. Toujours au XIXe siècle, le peintre Claudius Jacquand s'inspire du récit de Froissart concernant le drame d'Orthez pour réaliser sa toile Le Jeune Gaston, dit l'Ange de Foix, Gustave Doré fait de même dans une vignette pour le Voyage aux Pyrénées d'Hippolyte Taine. À la fin du XIXe siècle, Fébus est choisi par les félibres béarnais et bigourdans lors de la constitution de l'association Escole Gastoû Febus, afin de défendre la langue gasconne.
Au XXe siècle, le roman de Myriam et Gaston de Béarn, La Vie fabuleuse de Gaston Phœbus (1959), connaît un grand succès. Cette trilogie romanesque est adaptée à la télévision en 1978 dans Gaston Fébus : le Lion des Pyrénées, le rôle de Fébus est interprété par Jean-Claude Drouot. Également à la télévision, un épisode de la série Thierry la Fronde (1963-1966) met en scène Gaston, tandis que Maurice Druon raconte l'hommage au roi de France Jean II le Bon pour le comté de Foix dans Quand un roi perd la France (1977), septième tome du roman historique Les Rois maudits. Le drame d'Orthez inspire lui plusieurs pièces de théâtre de Jean-Claude Lalanne-Cassou ou Henri Dupuch. Pierre Tucoo-Chala s'associe avec le dessinateur José de Huéscar en 1985 pour publier la bande dessinée Gaston Fébus et le Prince Noir, puis avec Patrick Amblevert pour deux nouveaux tomes en 1996 et 2004. Une nouvelle trilogie de bandes dessinées sur Fébus, prenant le format Comics, est publiée en 2017 par Catmalou et Joseph Lacroix. Le nom de Fébus est repris dans de multiples odonymes locaux, comme la cité scolaire Gaston Fébus d'Orthez ou la ligne de BHNS Fébus dans l'agglomération paloise. Si la graphie originale, Febus ou Fébus, choisie par Gaston III lui-même est souvent respectée, les graphies Phébus ou Phœbus continuent d'apparaître régulièrement à tort.

## Écrits
- Gaston Fébus, Le Livre de chasse : introd. et notices de Claude d'Anthenaise ; avant-propos de Christian de Longevialle, Paris, Maison de la chasse et de la nature, 2002, 94 p. (BNF 38857330)
- Gaston Fébus, Le Livre des oraisons : édition critique avec traduction par G. Tilander et P. Tucoo-Chala, Pau, Marrimpouey, 1974, 137 p.

#### Chroniques
- Michel du Bernis, Chroniques des comtes de Foix : éd. par J.A.C. Buchon, Paris, Desrez, 1839.
- Jean Froissart, Voyage en Béarn : éd. par Geneviève Brunel-Lobrichon, Pari., Olivier Orban, 1987, 227 p.
- Jean Juvénal des Ursins, Histoire de Charles VI, roi de France, édition de Jean Alexandre Buchon, Paris, Desrez, 1839.
- Pierre Olhagaray, Histoire de Foix, Béarn et Navarre, Paris, Douceur, 1609, 797 p..

#### Études historiques
- Marie-Nicolas Bouillet  et Alexis Chassang (dir.), « Gaston III de Foix-Béarn » dans Dictionnaire universel d’histoire et de géographie, 1878 (lire sur Wikisource).
- Hippolyte Gaucheraud, Histoire des comtes de Foix de la première race : Gaston III dit Phœbus, Paris, Levavasseur, 1834.
- (en) Hannele Klemettilä, Animals and Hunters in the Late Middle Ages. Evidence from the BnF MS fr. 616 of the Livre de chasse by Gaston Fébus, New York, Routledge, 2015, 249 p. (ISBN 978-1-13-884233-5)
- Sophie Lagabrielle, Paul Mironneau, Marie-Hélène Tesnière, Peter F. Ainsworth, Ghislain Brunel, Philippe Contamine, Geneviève Hasenohr, Claudine Pailhès et Armand Strubel, Gaston Febus, Prince Soleil (1330-1391) (Catalogue de l'exposition Gaston Fébus, Prince Soleil (1331-1391) au musée de Cluny du 28 novembre 2011 au 5 mars 2012), RmpGp, 2011, 176 p.
- Véronique Lamazou-Duplan, Signé Fébus, comte de Foix, prince de Béarn : Signatures, écritures et pouvoirs autour de Gaston III, comte de Foix, Paris, Somogy éd. d'art, 2014, 221 p. (BNF 44202917).
- Bernard Nabonne, Gaston Phébus, seigneur du Béarn, 1331-1391, Paris, R.-A. Corrêa, 1936, 221 p. (BNF 32477397).
- Claudine Pailhès, Gaston Fébus : Le Prince et le Diable, Paris, Perrin, 2007, 375 p. (BNF 41019279).
- Pierre Tucoo-Chala, Gaston Fébus, un grand prince d'Occident au XIVe siècle, Pau, Marrimpouey jeune, 1976, 230 p. (BNF 34576149).
- Pierre Tucoo-Chala, Gaston Fébus, prince des Pyrénées (1331-1391), Bordeaux, Deucalion, 1991, 413 p. (BNF 35489245).
- Pierre Tucoo-Chala, Gaston Febus, grand prince médiéval (1331-1391), Biarritz, J. et D., 1996, 156 p. (BNF 36160307).

 : document utilisé comme source pour la rédaction de cet article.

#### Articles
- Françoise Galès, « Des châteaux signés Fébus », dans Le Festin, avril 2020, no 113, p. 98-105,  (ISBN 978-2-36062-252-8)

#### Romans
- Alexandre Dumas, Monseigneur Gaston Phœbus : Chronique dans laquelle est racontée l'histoire du démon familier du sire de Corasse, Atlantica, 2000 (1re éd. 1839), 121 p. (BNF 37191239).
- Myriam et Gaston de Béarn, trilogie romanesque La Vie fabuleuse de Gaston Phébus :
  - Gaston Phébus : Le Lion des Pyrénées, Paris, Mengès, 1978, 429 p. (BNF 34639089) ;
  - Gaston Phébus : Les Créneaux de feu, Paris, Mengès, 1978, 433 p. (BNF 34639090) ;
  - Gaston Phébus : Landry des Bandouliers, Paris, Mengès, 1979, 367 p. (BNF 34639091).
- B. A. Jeanroy, La Vengeance d'Amaury, Hachette, 1905.
- Pierre Tucoo-Chala et José de Huescar, Gaston Fébus et le Prince Noir, Portet-sur-Garonne, Loubatières, 1985, 48 p. (BNF 34979340).

#### Bandes dessinées
- Catmalou et Joseph Lacroix, trilogie Febus :
  - Febus : Zénith, Atelier In8, 2017, 32 p. ;
  - Febus : Soleil noir, Atelier In8, 2017, 32 p. ;
  - Febus : Éclipse, Atelier In8, 2017, 32 p.
- Pierre Tucoo-Chala et Patrick Amblevert, deux tomes :
  - La Jeunesse de Fébus, Portet-sur-Garonne, Loubatières, 1996 (BNF 39211473) ;
  - La Gloire de Fébus, Portet-sur-Garonne, Loubatières, 2004, 49 p. (BNF 39193252).